# Mihwang sa
Mihwang sa (Piękny Złoty Klasztor, 미황사) – koreański, najbardziej na południe wysunięty klasztor na stałym lądzie.

## Historia klasztoru
Klasztor został wybudowany w 749 roku, początkowo był filią klasztoru Taehŭng. Znajduje się na górze Talma (skt Dharma), nazywanej także 'Kŭmgang' (górą Diamentową), w gminie Haenam prowincji Chŏlla Południowa.
Z powstaniem klasztoru związana jest legenda. Według Dongguk Yyeoji Seungram podczas panowania dynastii Silli do portu na wybrzeżu obok góry Dalma przybył kamienny statek. Znajdował się na nim mężczyzna odziany w piękne szaty, trzymający wiosło. Słychać było płynące ze statku cudowne dźwięki niebiańskiego hymnu gloryfikującego cnoty Buddy. Jednak gdy ludzie zaczęli zbliżać się do statku, on oddalił się od brzegu. Gdy ludzie odwrócili się i zaczęli odchodzić, statek znów zbliżył się do brzegu. Tak działo się przez kilka dni.
W końcu statek zakotwiczył się w porcie po tym jak Wielki Mistrz Ŭijo hwasang z dwoma mnichami i setką mieszkańców dokonali rytuałów oczyszczających i wygłosili modlitwy. Po wejściu na statek znaleziono 80 kopii Sutry Awatamsaki, 7 kopii Sutry Lotosu, posągi buddy Wajroczany (kor. Pirojanabul), bodhisattwy Mańdziuśriego (kor. Munsubosal), 40 świętych, 16 arhatów, 53 oświeconych mistrzów, 60 nahanów (arhatów) i malarstwo ołtarzowe.
Po otworzeniu złotego pudełka otworzyła się czarna skała, z której wyłoniła się mała czarna krowa, która natychmiast urosła do rozmiarów normalnej krowy. 
Tej nocy mnich Ŭijo miał sen, w którym mężczyzna w złotych szatach powiedział do niego: Jestem królem Wujŏnguk (Indii). Kształt tej góry w okolicy dobrze wróży i nadaje się na świątynię dziesięciu tysięcy buddów. Proszę cię, abyś umieścił sutry i posążki na grzbiecie krowy i wybudował klasztor tam, gdzie ona się położy. 
Następnego dnia mistrz Ŭijo postąpił według poleceń otrzymanych we śnie i udał się za krową. Krowa położyła się podczas przekraczania góry Dalmy, ale podniosła się i znów ruszyła przed siebie. Po jakims czasie znów się położyła, jednak tym razem nie wstała. W miejscu, gdzie krowa położyła się pierwszy raz wybudowano klasztor T'onggyo, a klasztor Mihwang - tam, gdzie położyła się po raz drugi.
Klasztor Mihwang został tak nazwany gdyż "mi" znaczy "piękno" (co odnoszono do dziwnie pięknego, muzykalnego porykiwania krowy) a "hwang" oznaczające "żółty/złoty" nawiązywało do złotych szat mężczyzny ze snu mistrza Ŭijo.
W czasie najazdu na Koreę przez siły japońskie w latach 1592-1598 klasztor został całkowicie zniszczony. Był stopniowo odbudowywany, z kulminacją w XVIII wieku.

## Obiekty architektoniczne i inne
- Taeungbojŏn - Skarb Kulturalny nr 947.

Główny Budynek Buddy konstrukcyjnie składa się z trzech sekcji frontalnych i 3 sekcji bocznych. Zbudowany jest w stylu tap'o, czyli ozdobne wspierające panele pomiędzy krokwiami i stropem są zbudowane zarówno na szczycie filarów jak i pomiędzy nimi.
Budynek ten ma także dość wypracowany wzór tradycyjnego koreańskiego dachu. Od przodu niższa część dachu jest prostokątna, natomiast górna część dachu jest trójkątna. Rogi okapów są ozdobne i wystające. 
W budynku tym znajdują się trzy drewniane posągi buddów. Środkowym Buddą triady jest Sŏkkamunibul (czyli historyczny Budda Śakjamuni). Po stronie lewej (czyli po prawicy Buddy) znajduje się budda Amitabha (budda Zachodniego Raju), a po stronie prawej (po lewicy) - budda Yaksa Yŏraebul (Budda Medycyny - Bhaisadźjaguru - który przewodniczy Wschodowi).
Budynek ten pochodzi zapewne z połowy XVIII wieku (końcowy okres dynastii Chosŏn), o czym świadczy specyficzne wykorzystanie paneli.
Ściany budynku są pełne wyobrażeń niezliczonych buddów ponad chmurami. Najwyższe kolumny gmachu zachowały wciąż oryginalne malowidła.
- Ŭngjindang - Skarb Kulturalny nr 1183

Budynek ten znany jest jako Nahanjŏn (Budynek Arhatów). Taki budynek zawiera w tradycji koreańskiej zwykle 16 lub 500 wyobrażeń arhatów. W Mihwang sa 16 arhatów zostało namalowanych na głównej ścianie. Wyobrażenie Buddy na ścianie ma cechy XVIII-wiecznego stylu buddyjskiego malarstwa.
Budynek skonstruowany jest z trzech sekcji frontalnych i 2 sekcji bocznych. Dach ma podobną konstrukcję jak Taeungbojŏn.
Obecny budynek pochodzi z 1751 roku, gdy go odbudowano ze zniszczeń dokonanych w latach 1590.
- Mihwang sa Kwaebult'aeng - Skarb Kulturalny nr 1342

Jest to duże płócienne malowidło używane w buddyjskich klasztorach koreańskich w czasie ważnych ceremonii. To klasztorne malowidło pochodzi z 1727 roku i wykazuje typowy XVIII-wieczny styl obrazując spokojny i wizjonerski świat Buddy.

## Adres klasztoru
- Mihwangsa, 247, Seojeong-ri, Songji-myeon, Haenam-gun, Jeollanam-do, South Korea

## Galeria

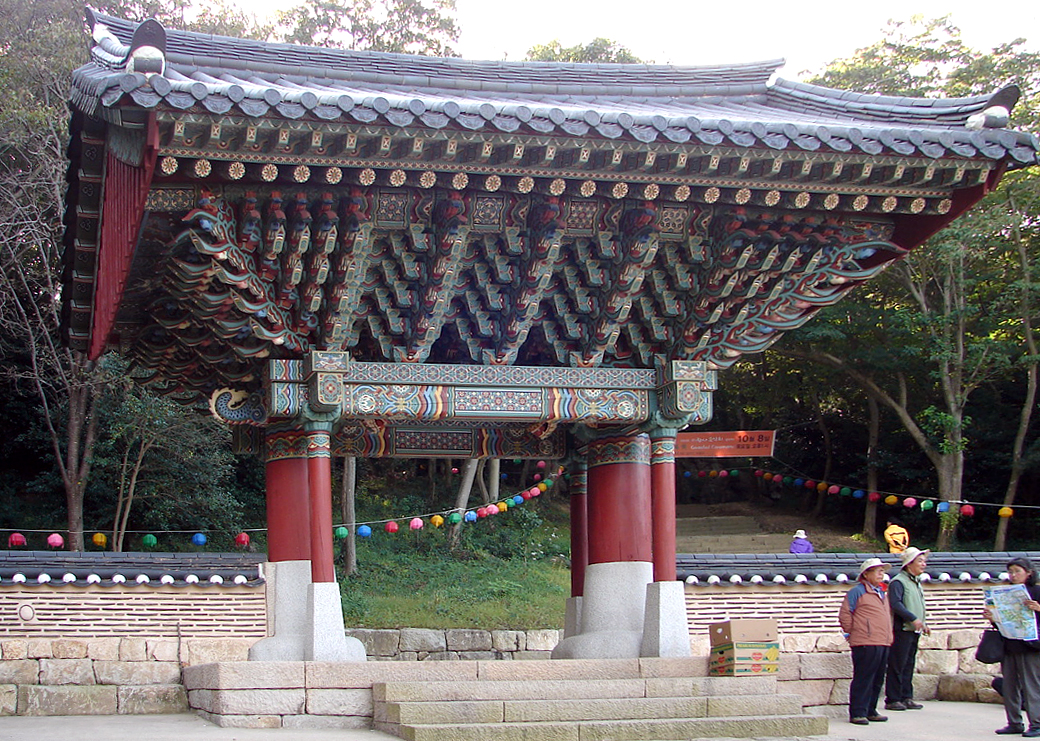
Brama
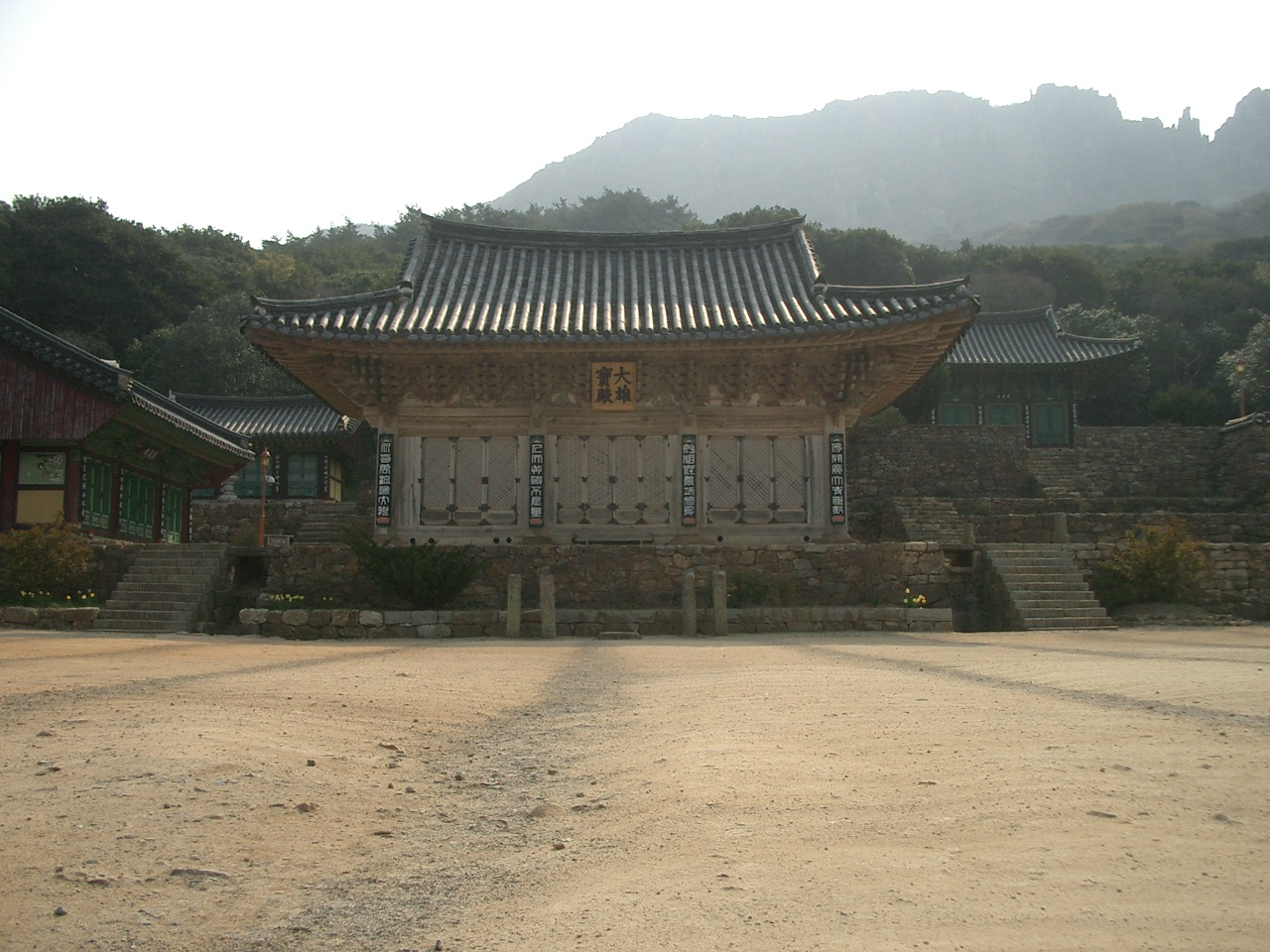
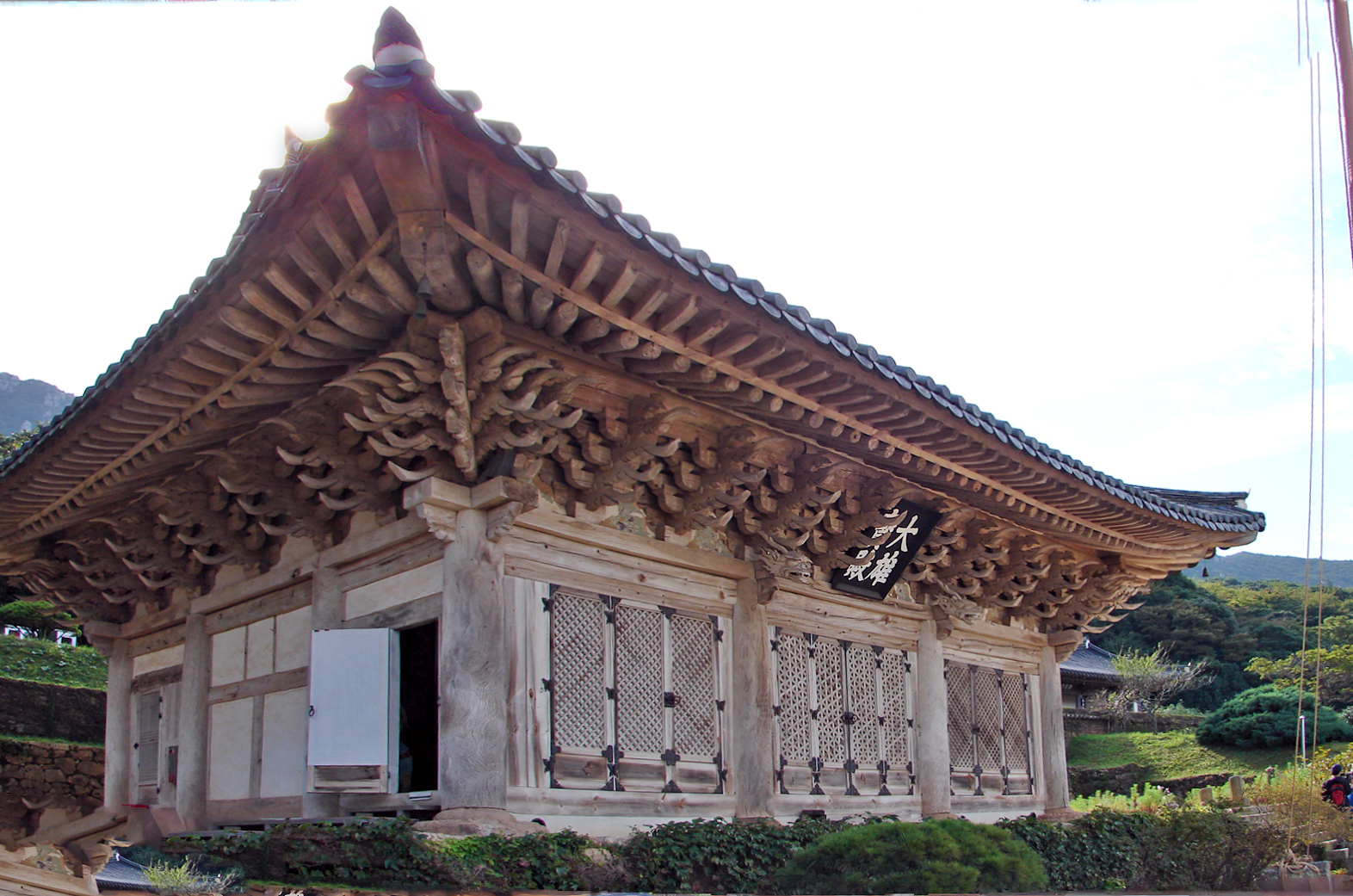
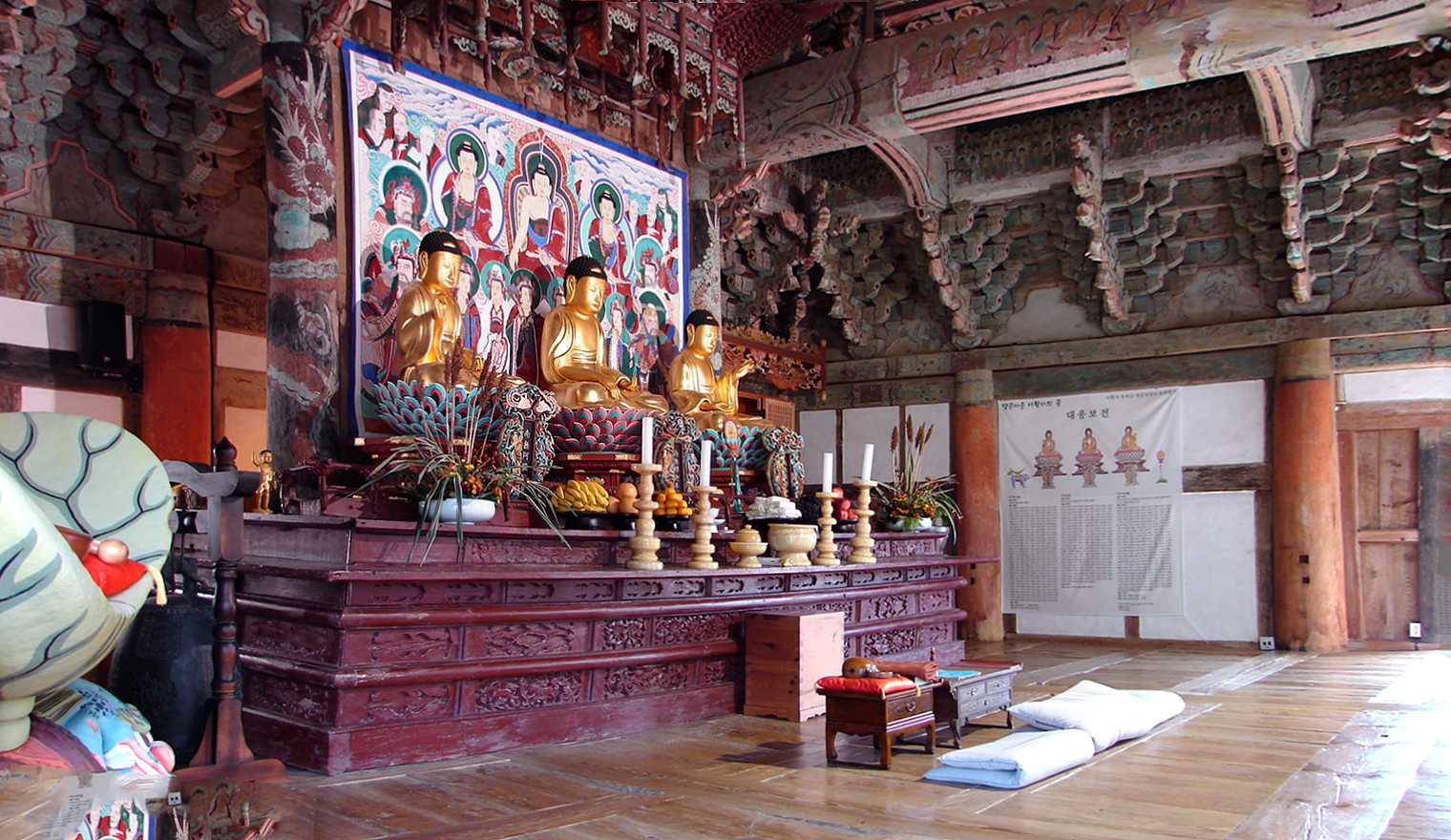
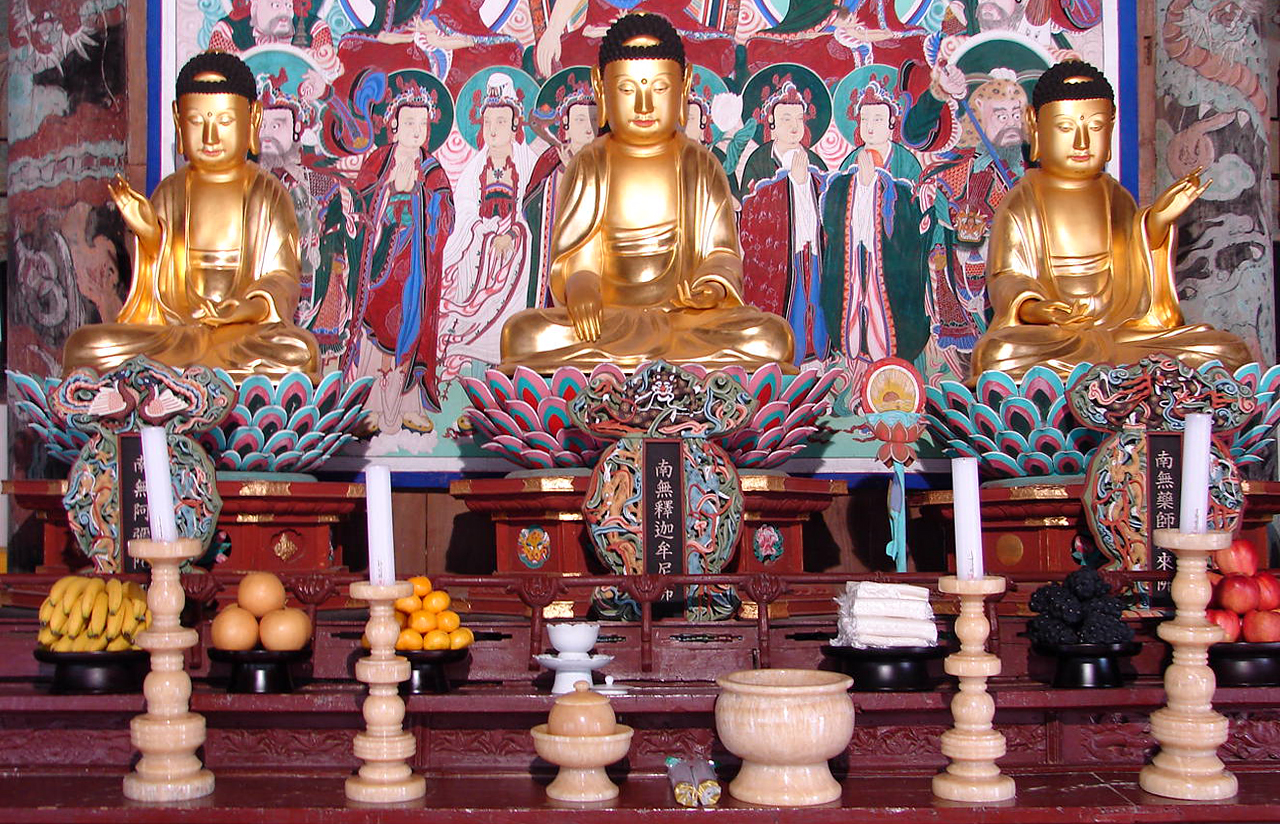
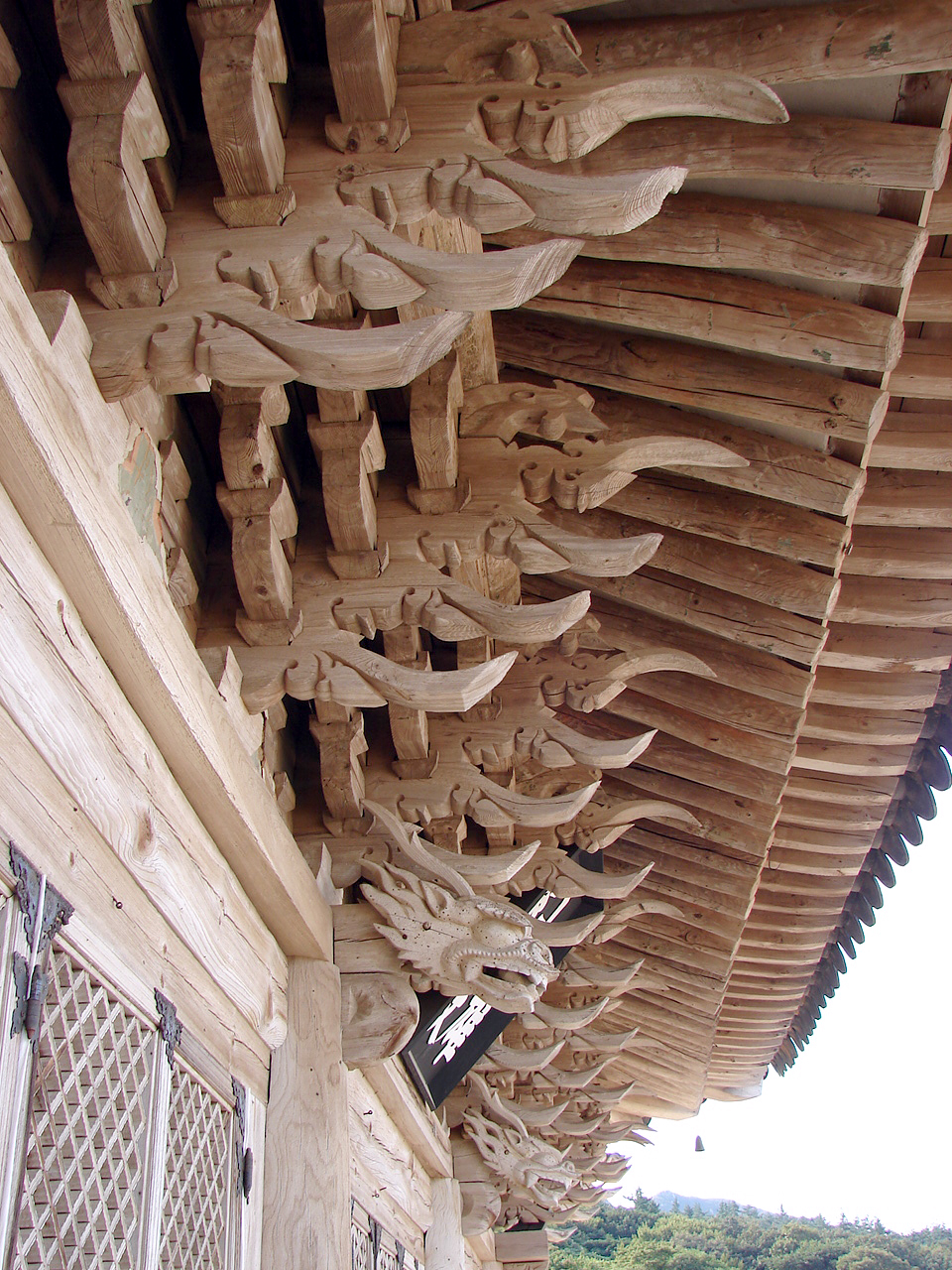
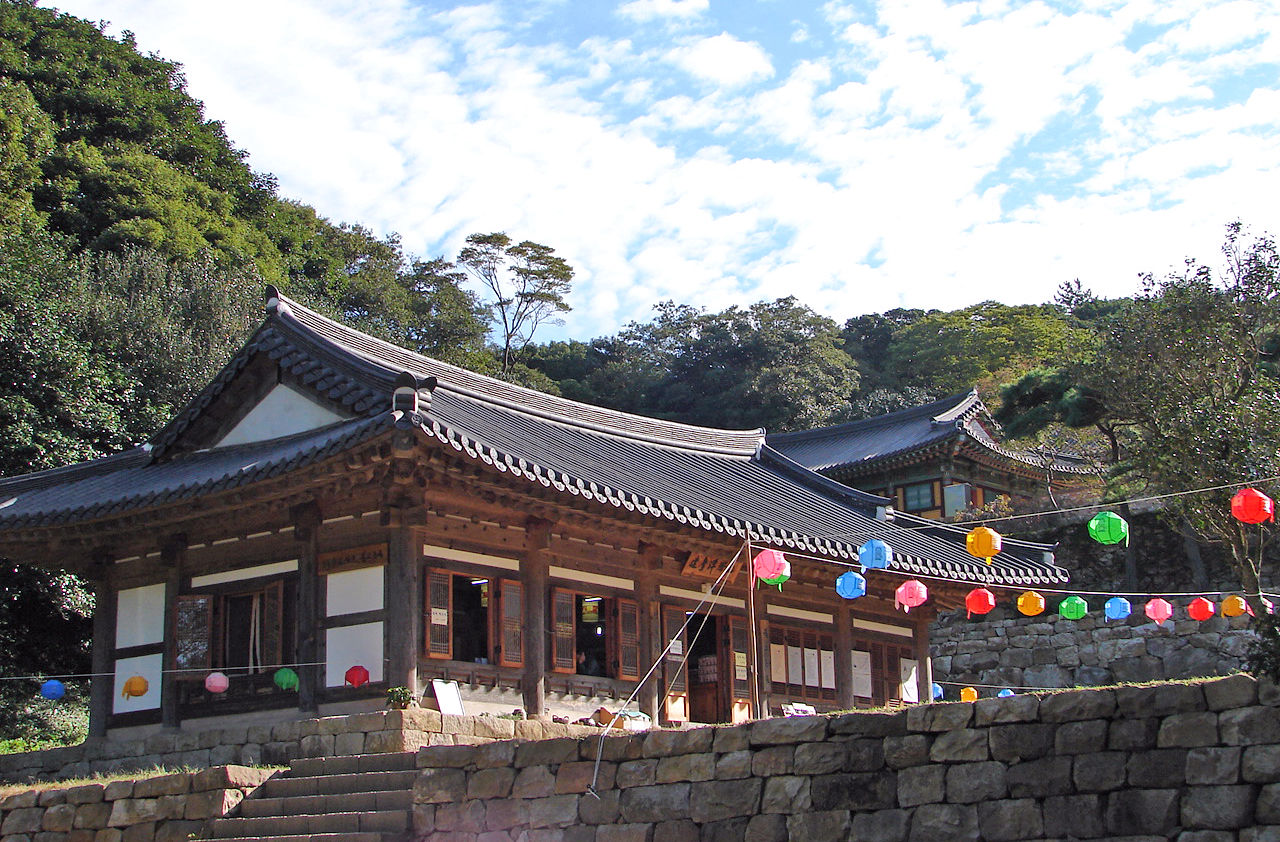
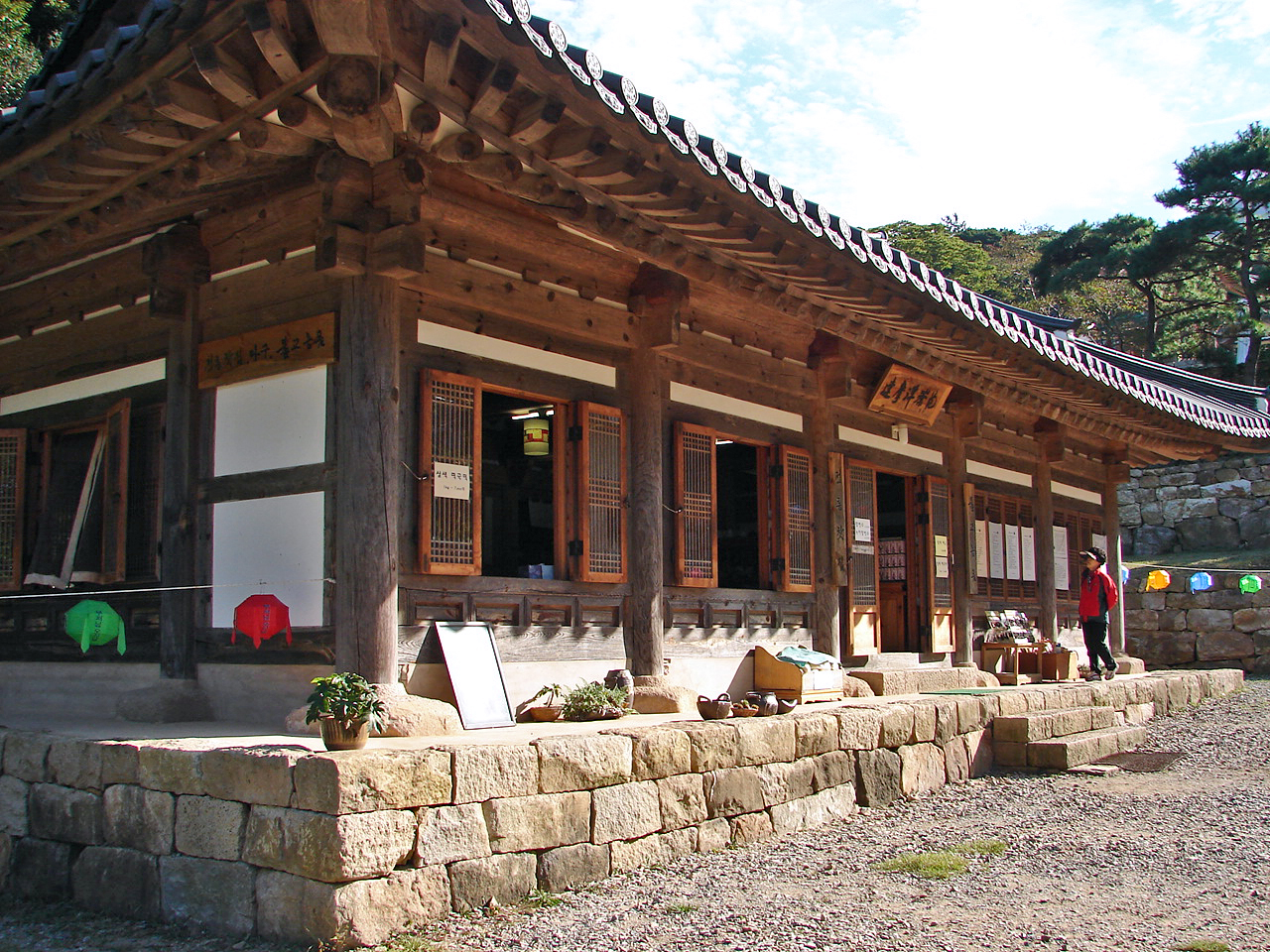
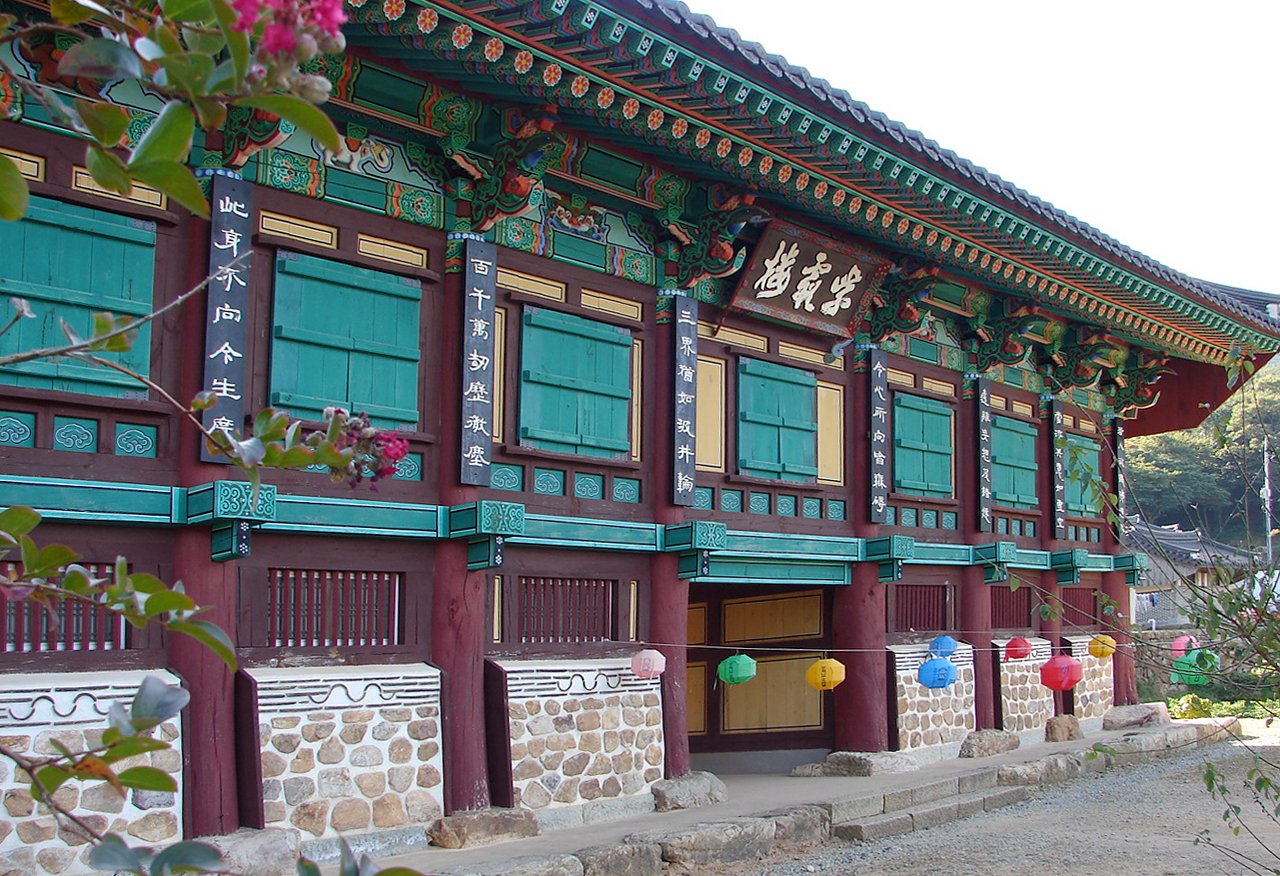
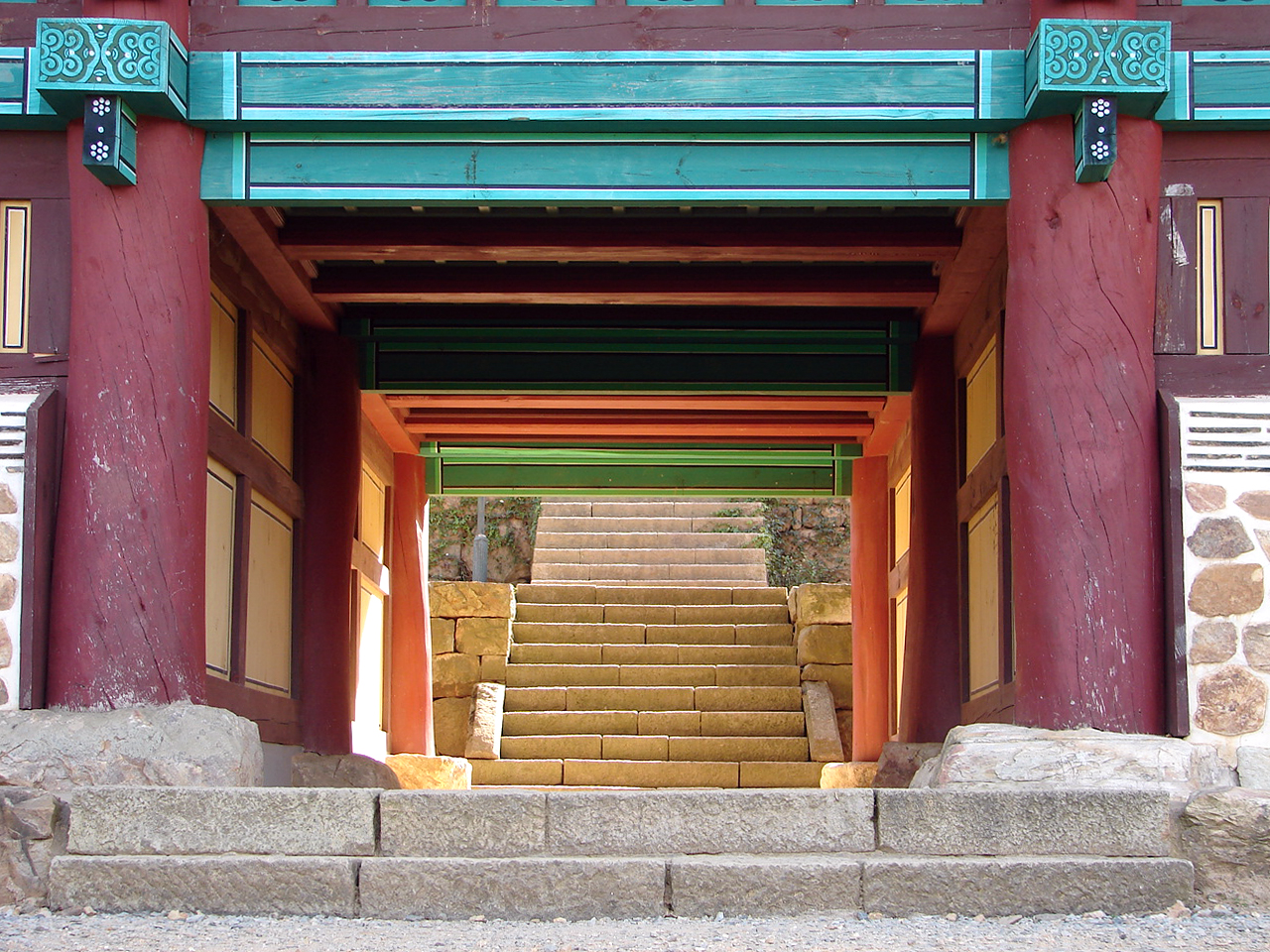
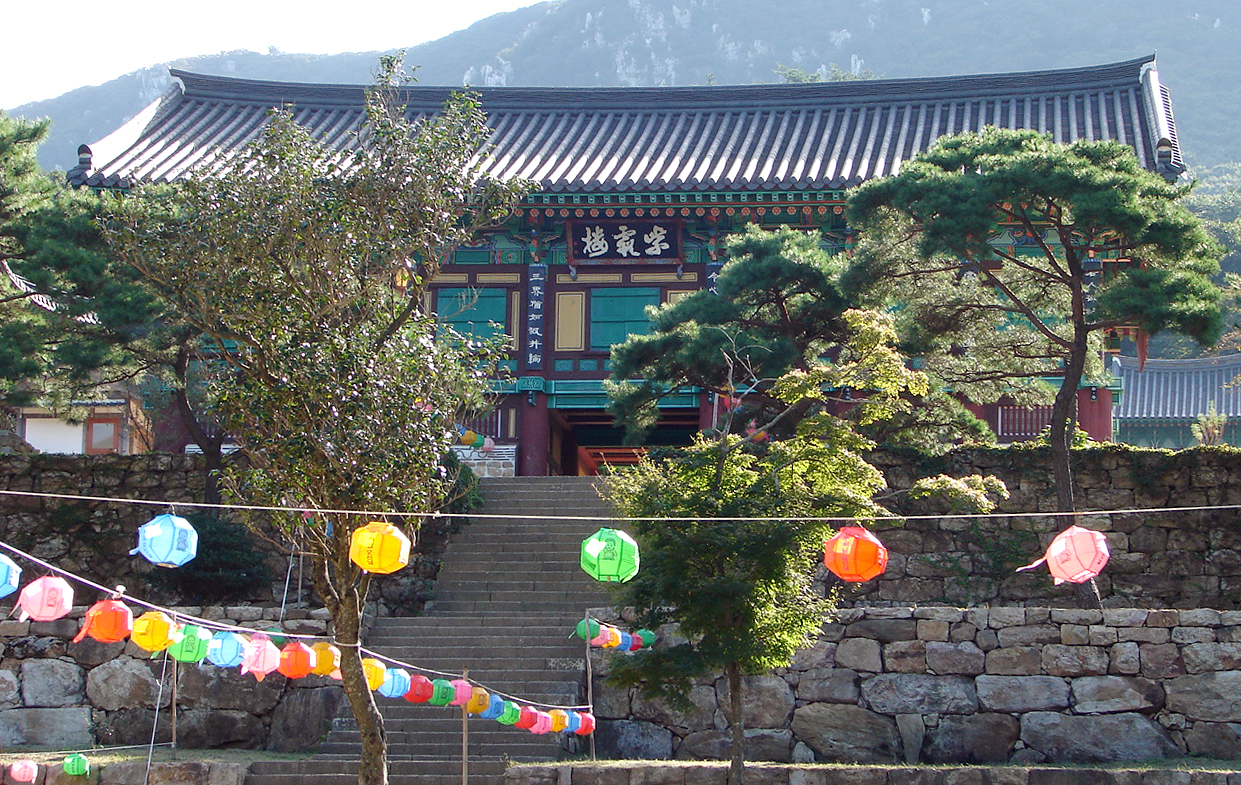
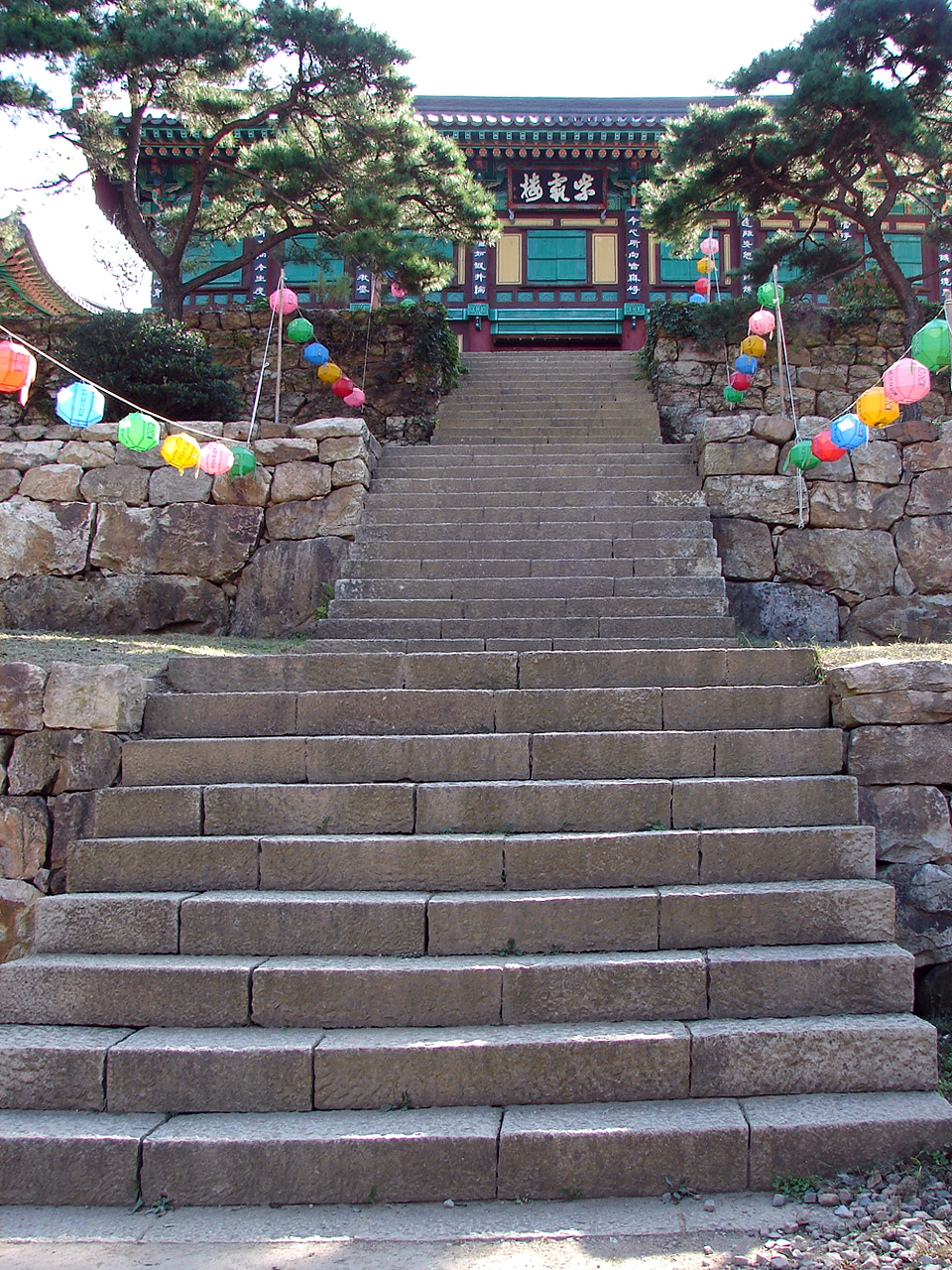
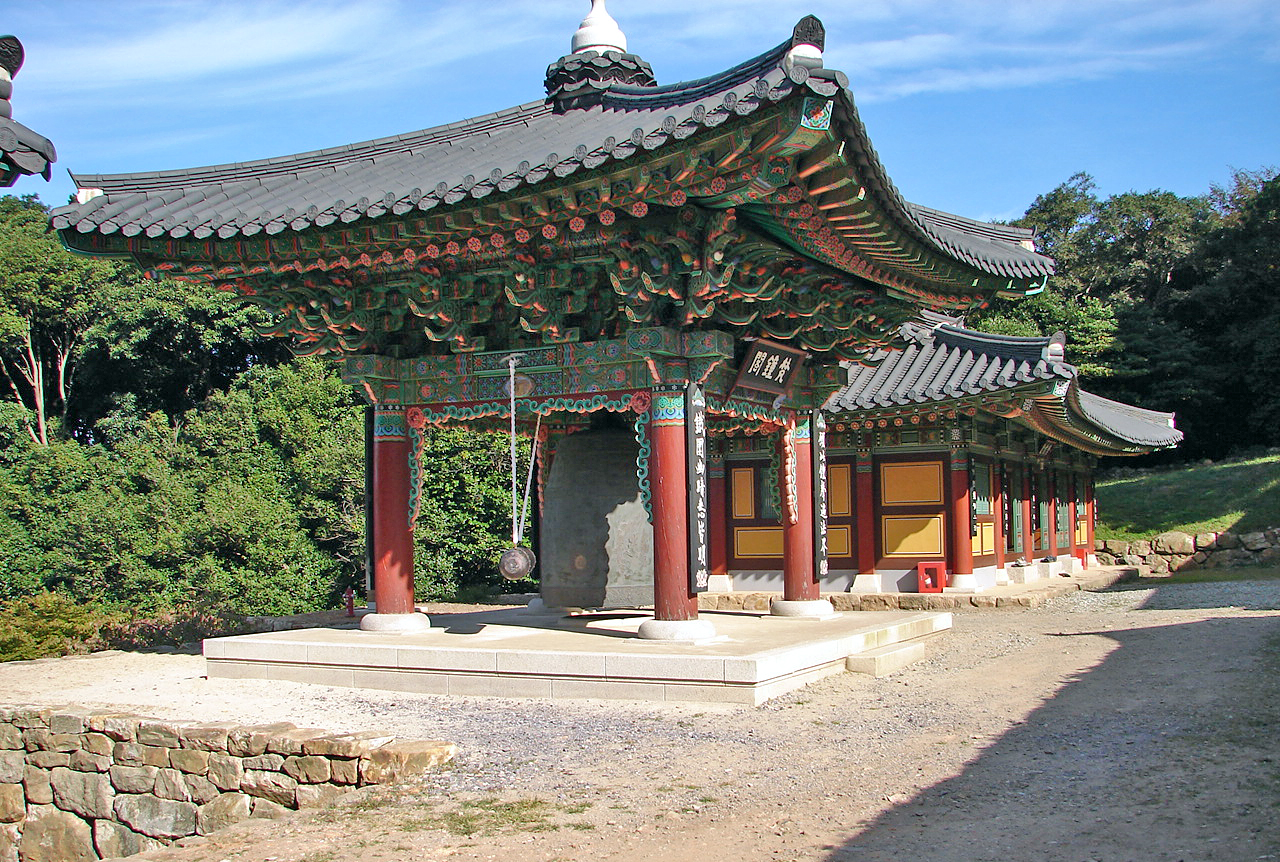
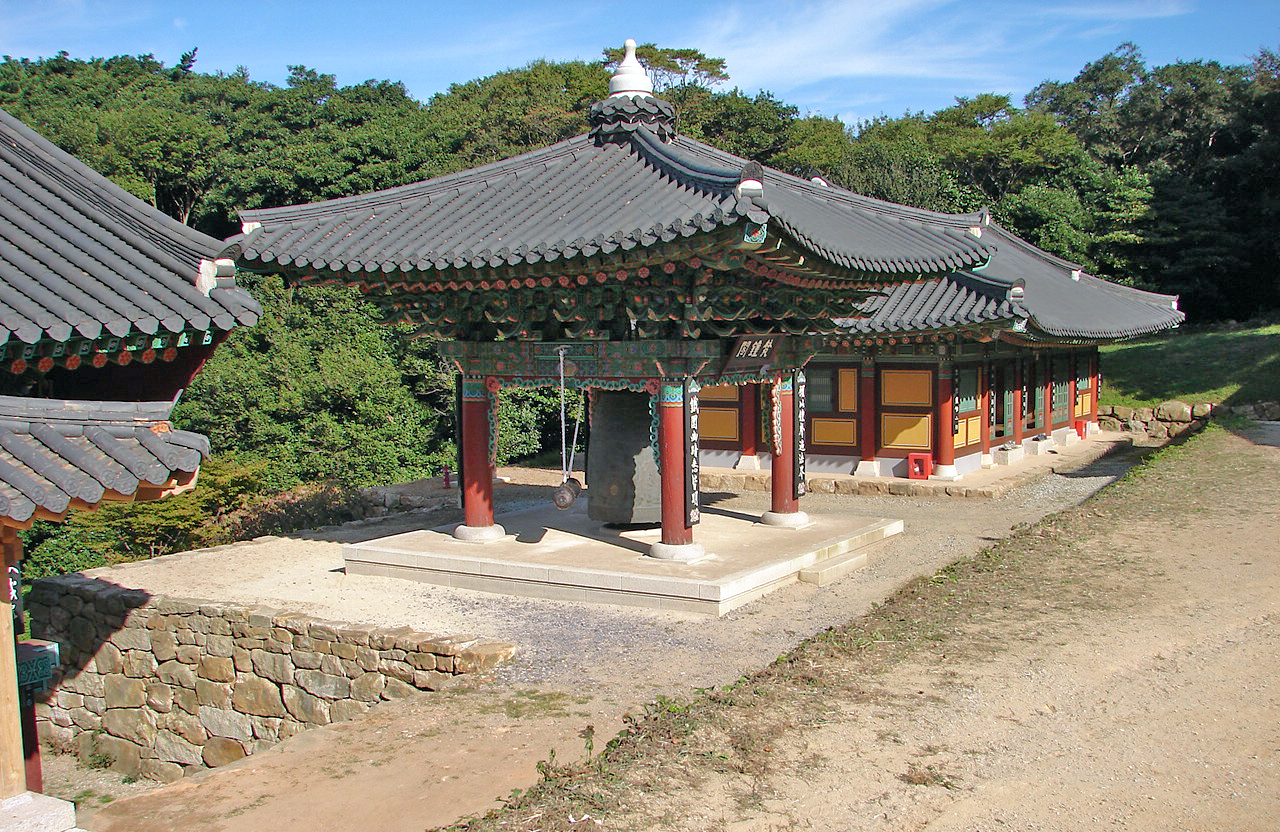
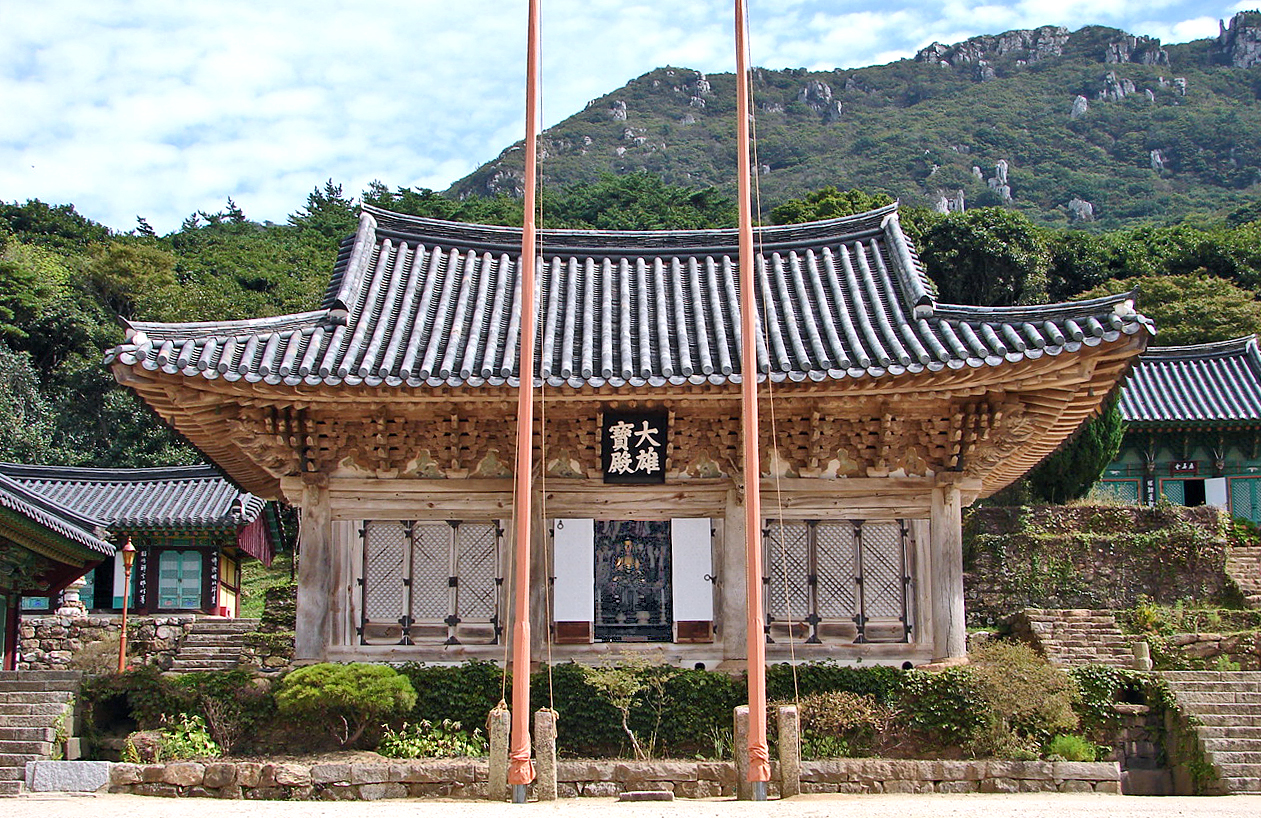
Taeungbojŏn - główny Budynek Buddy
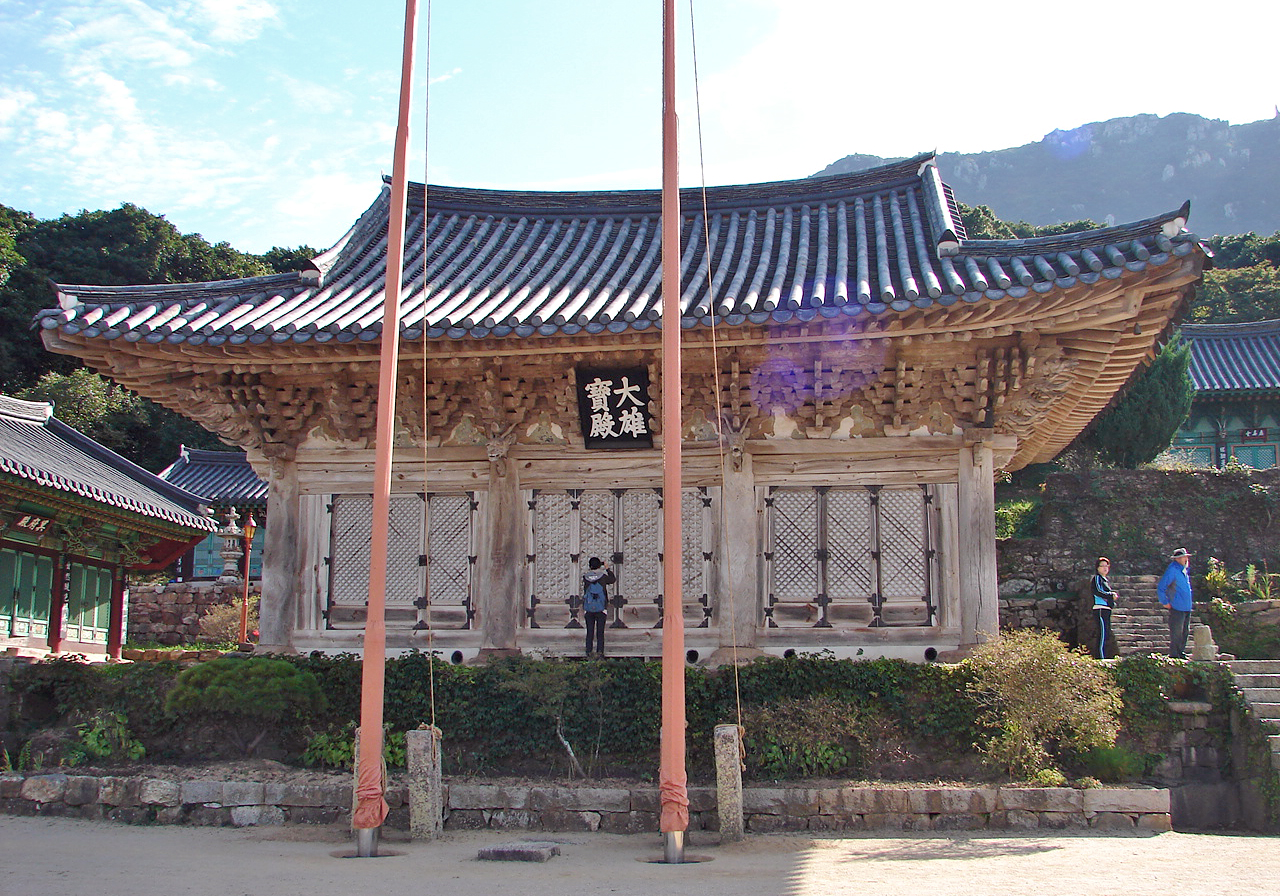
Taeungbojŏn
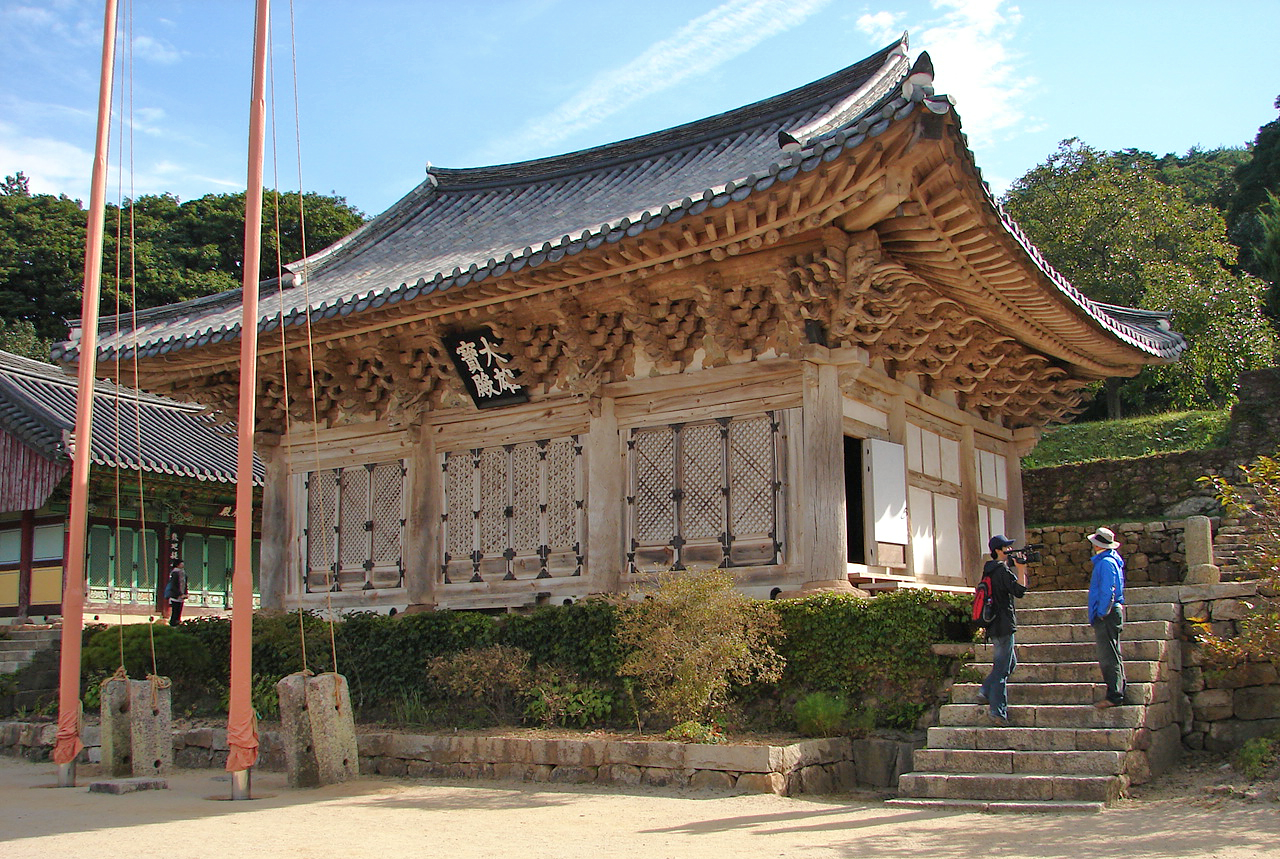
Taeungbojŏn
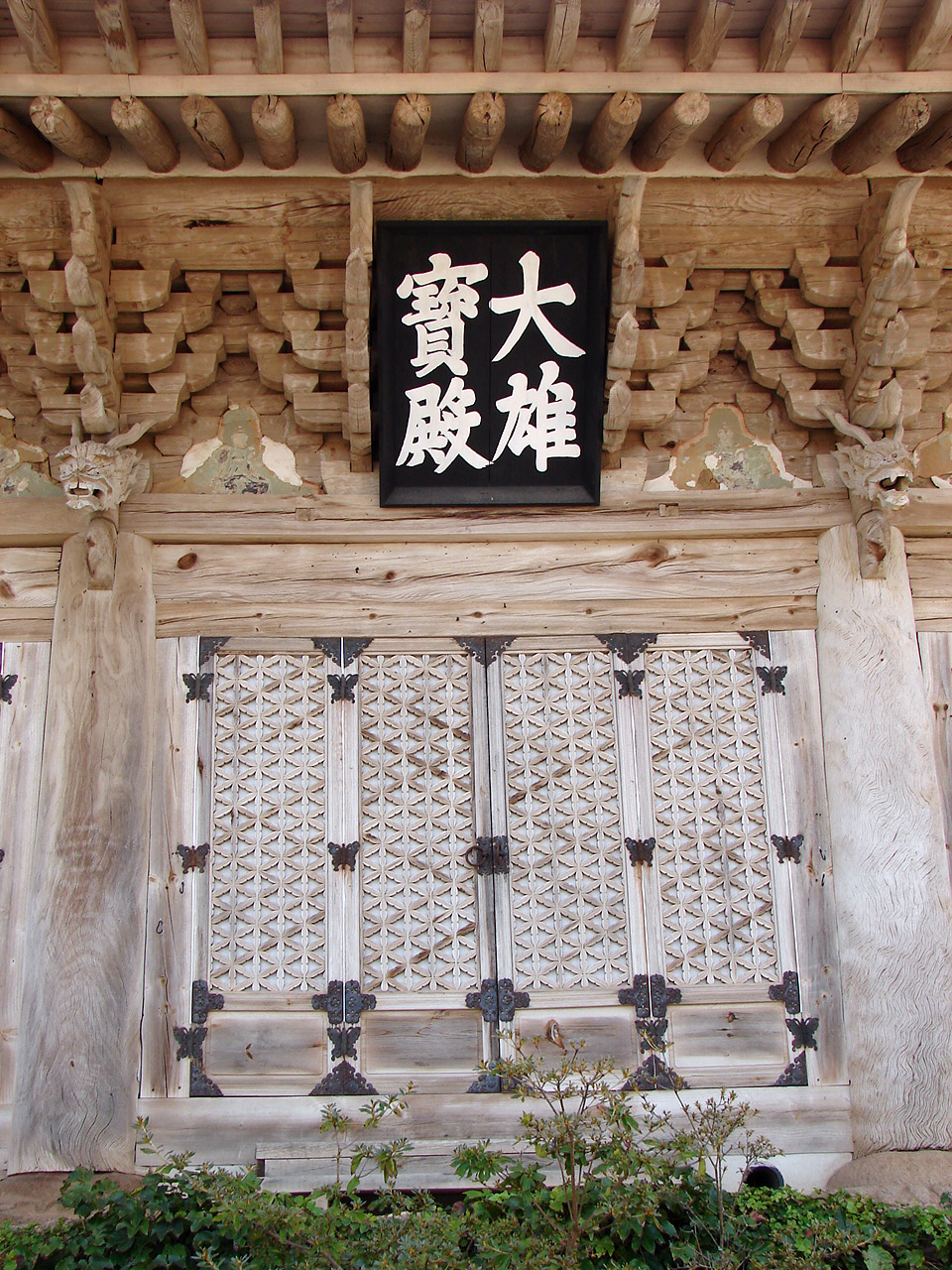
Taeungbojŏn
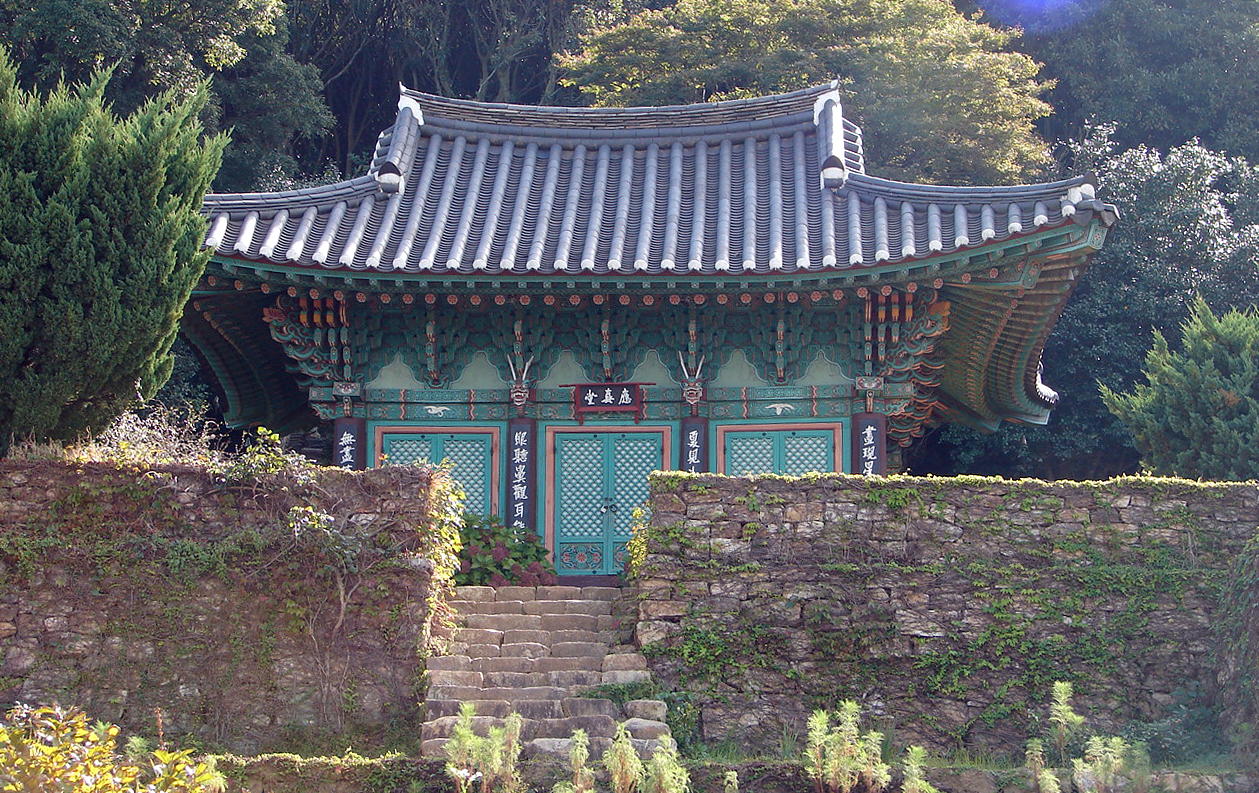
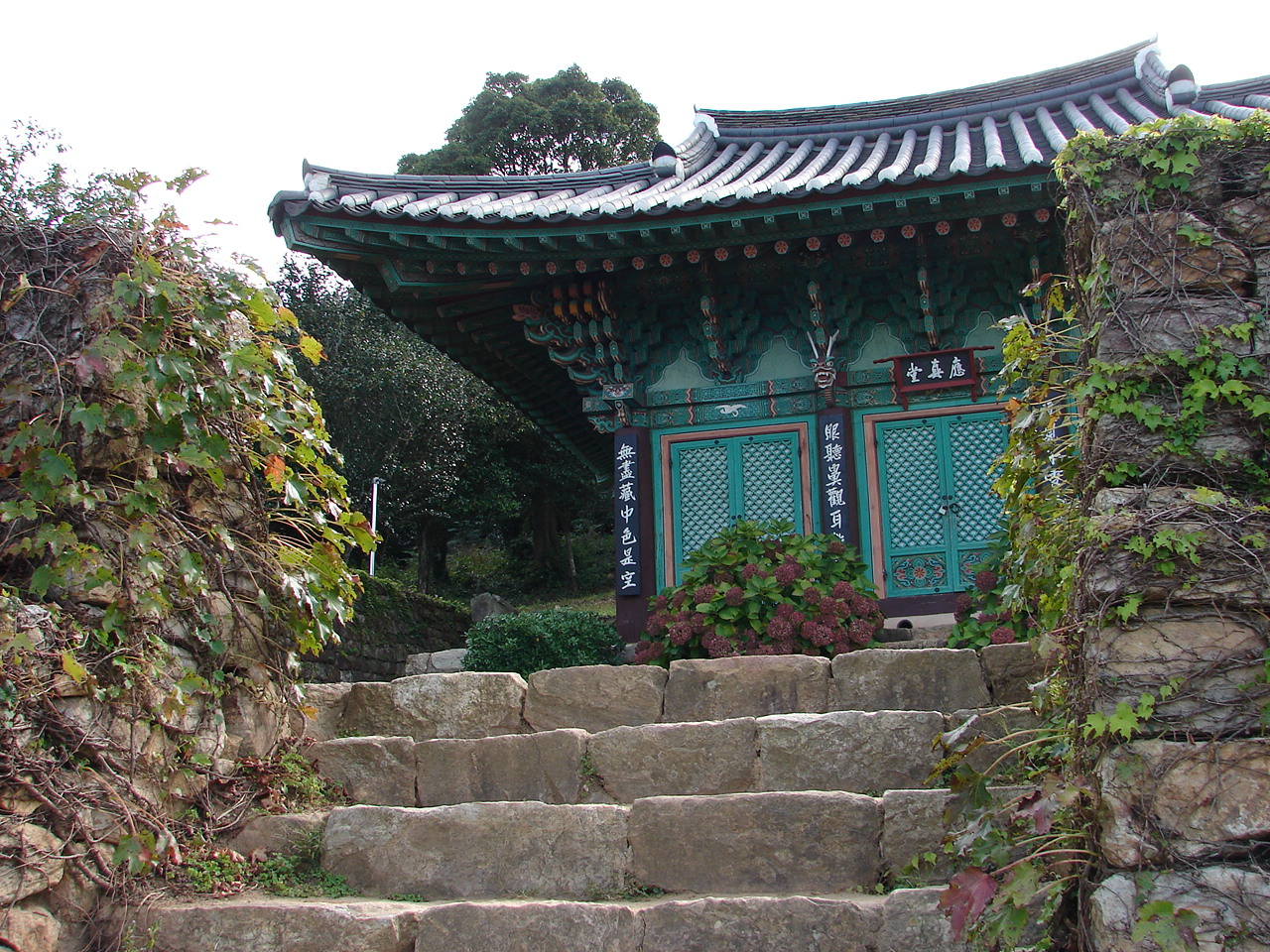
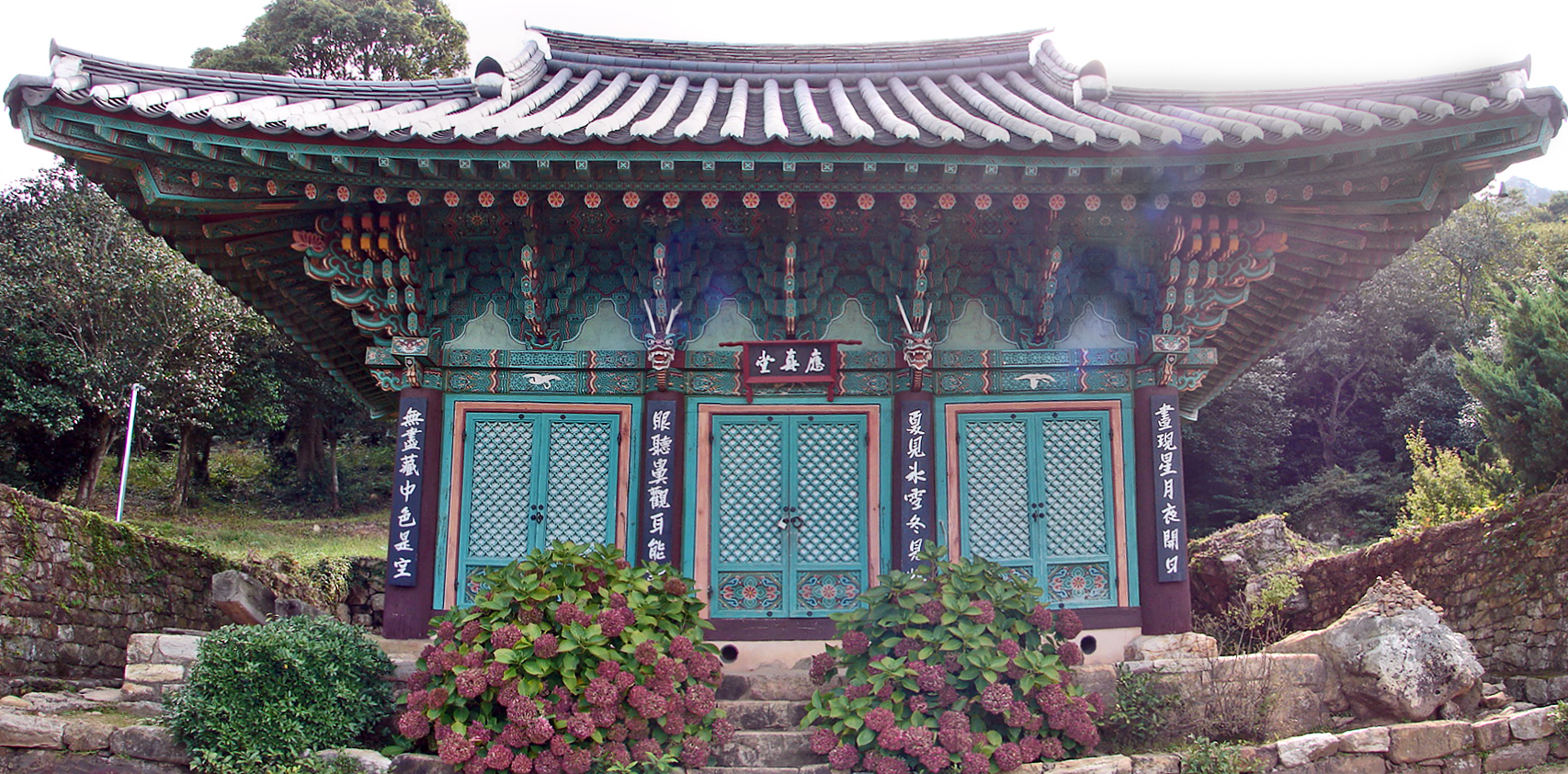
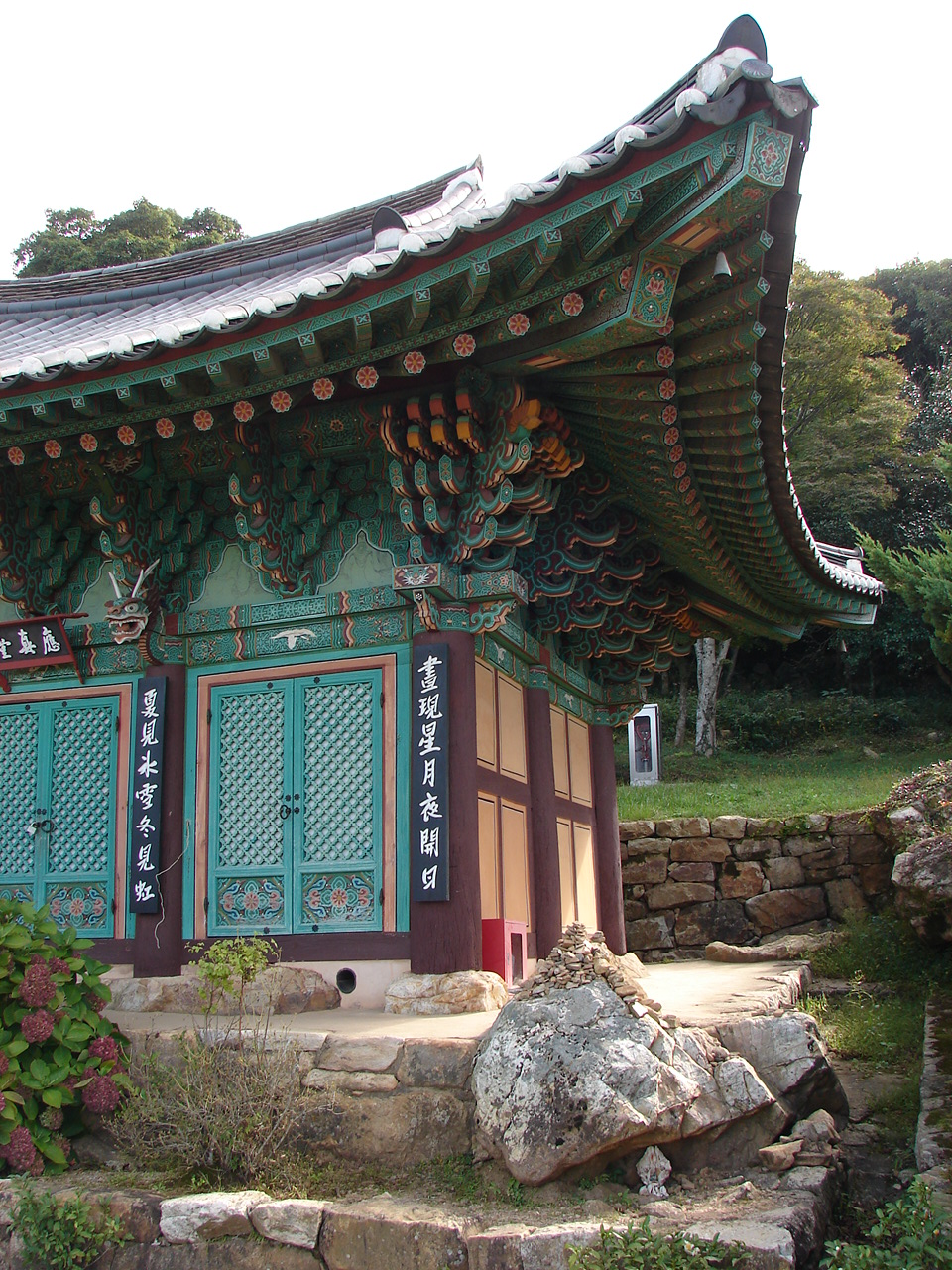
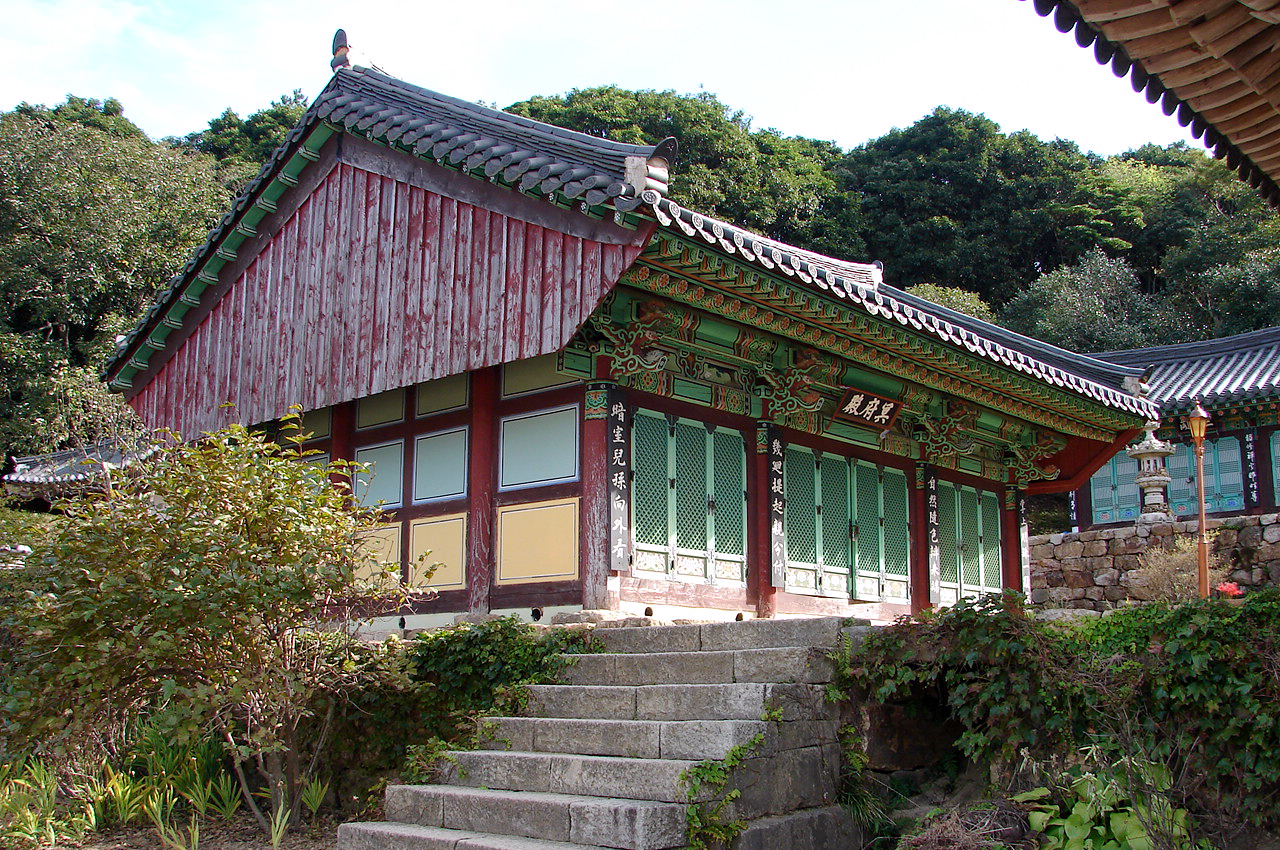
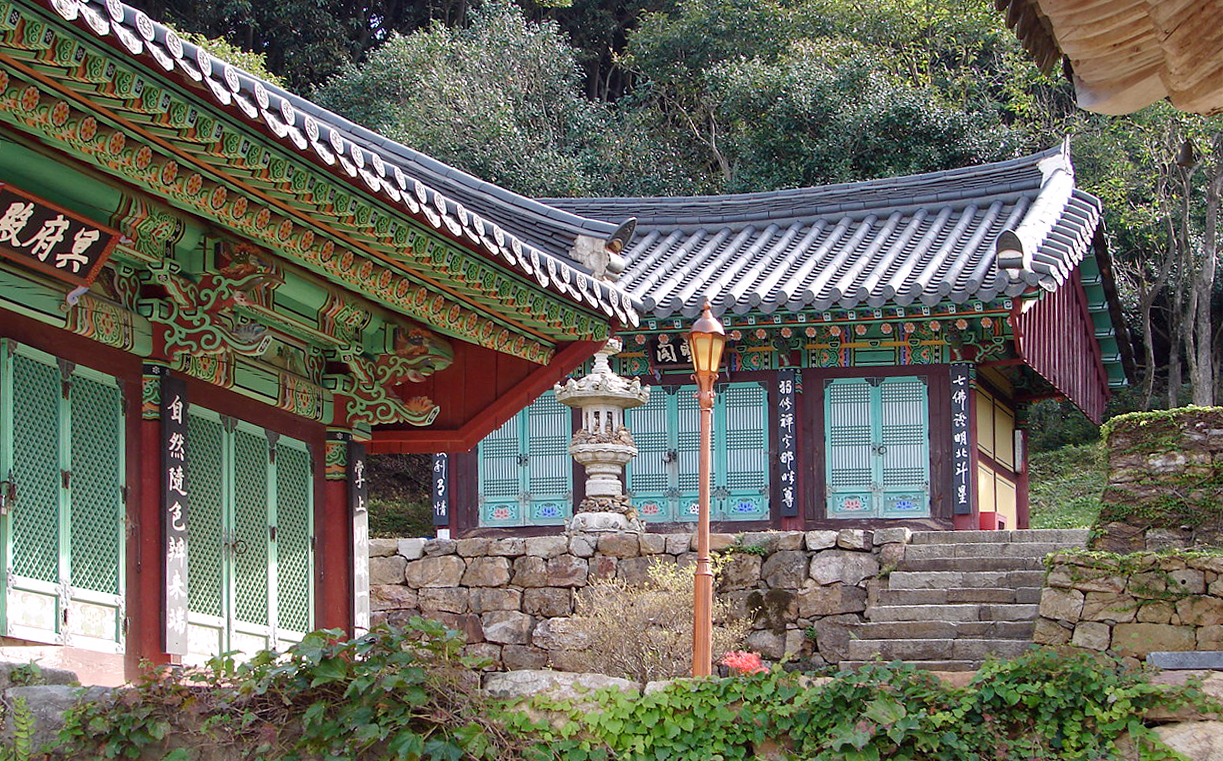
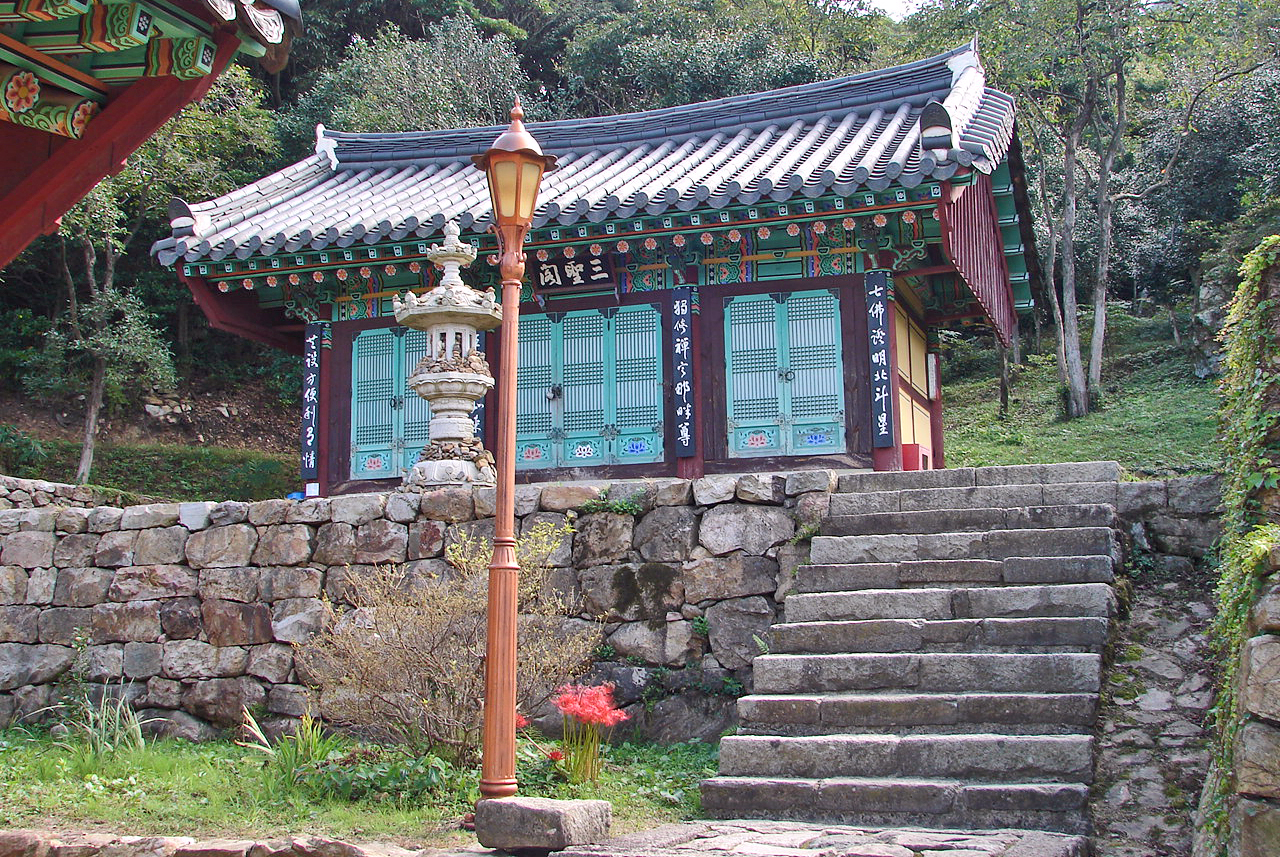
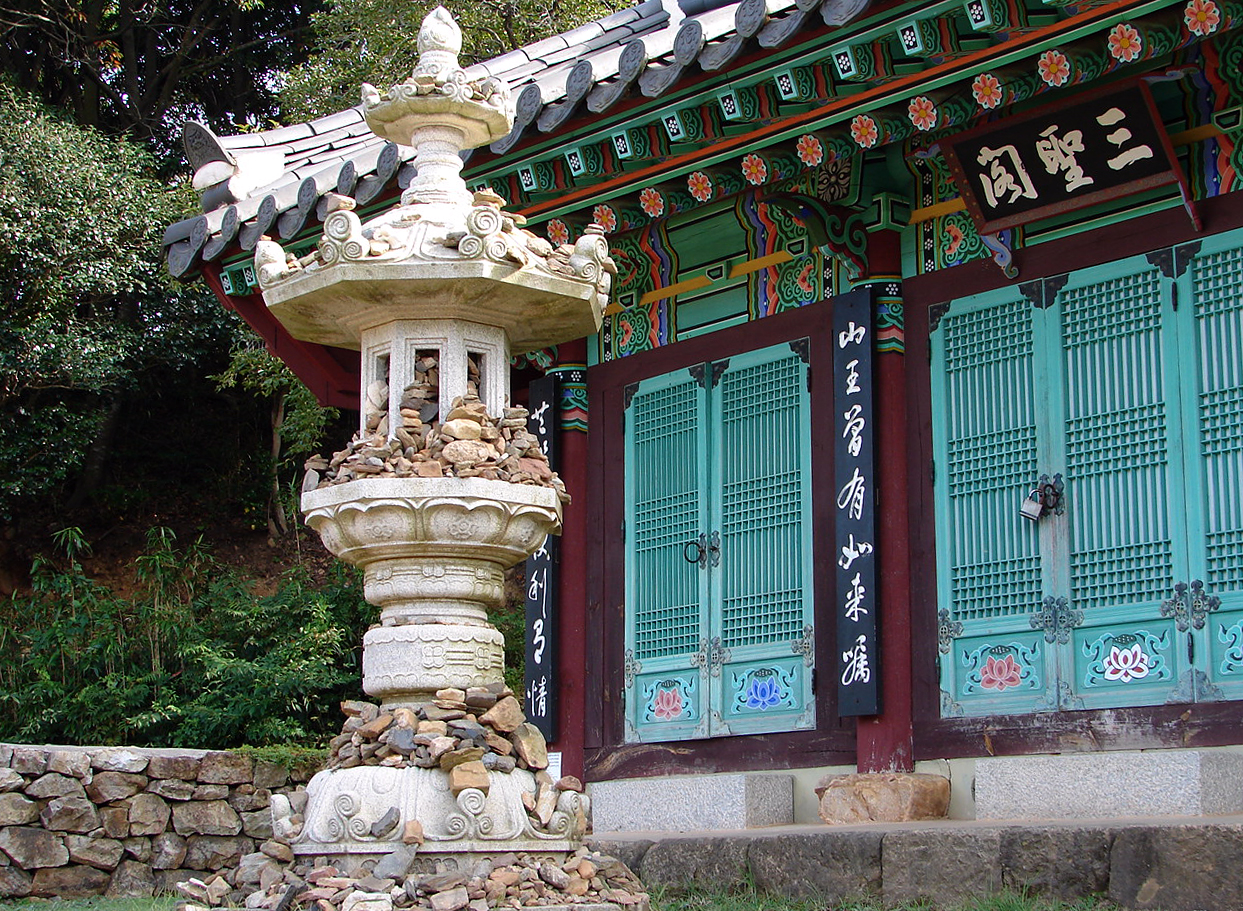
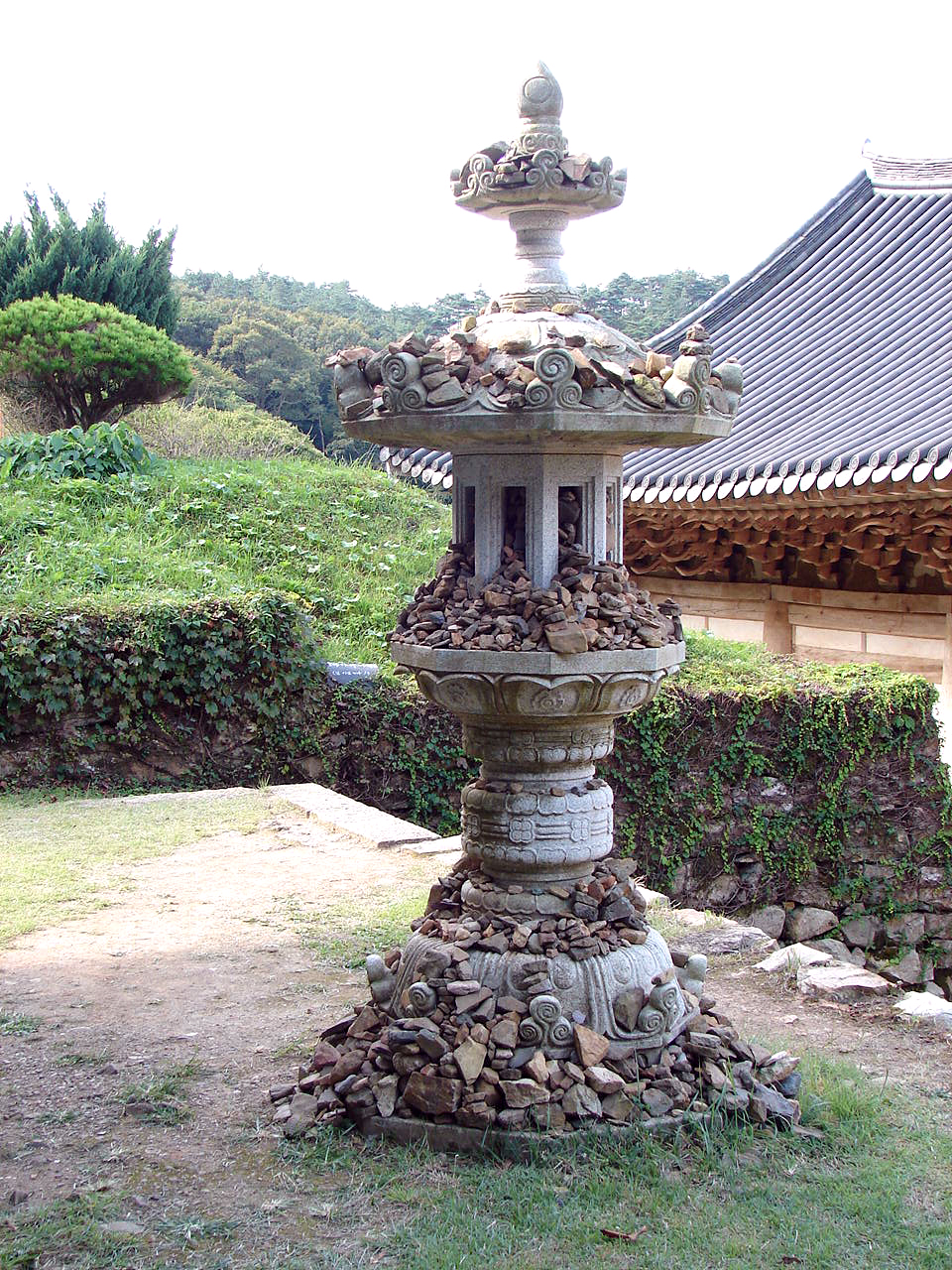
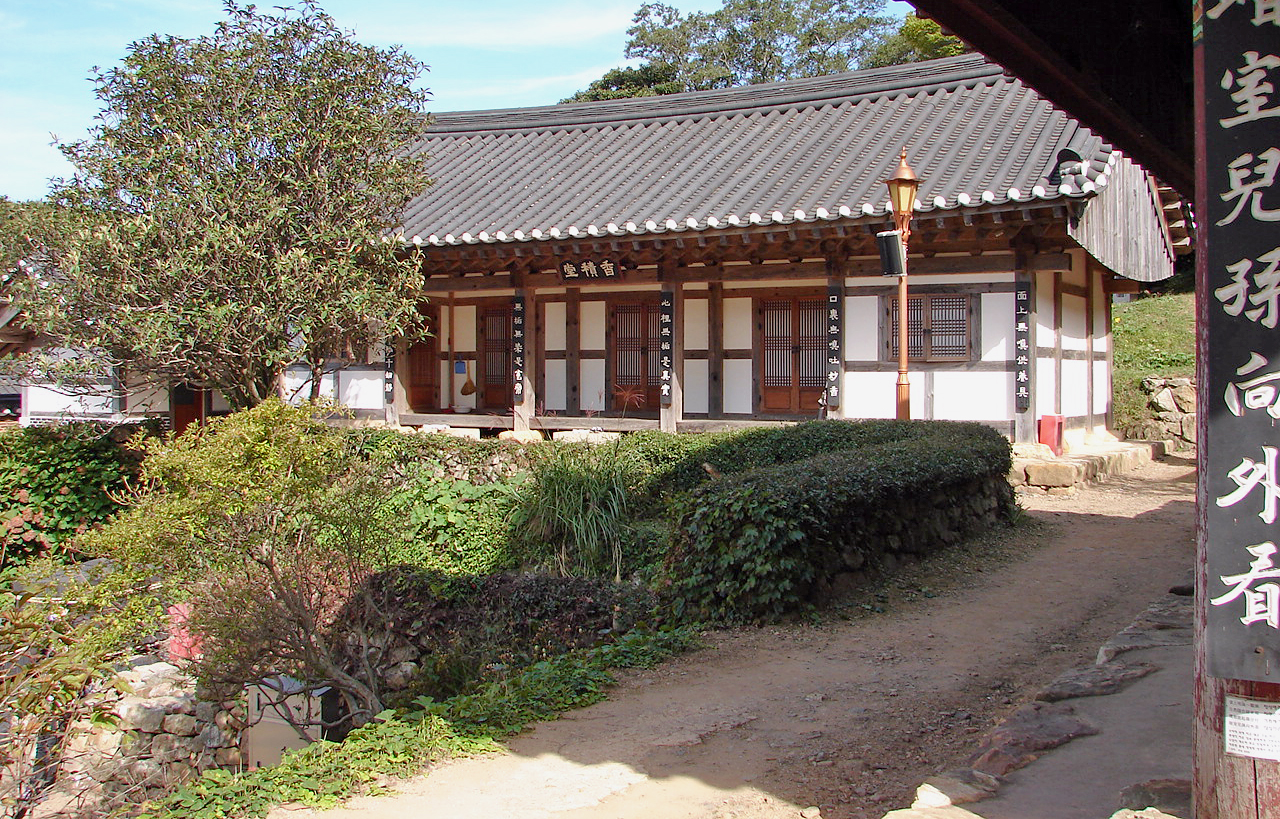
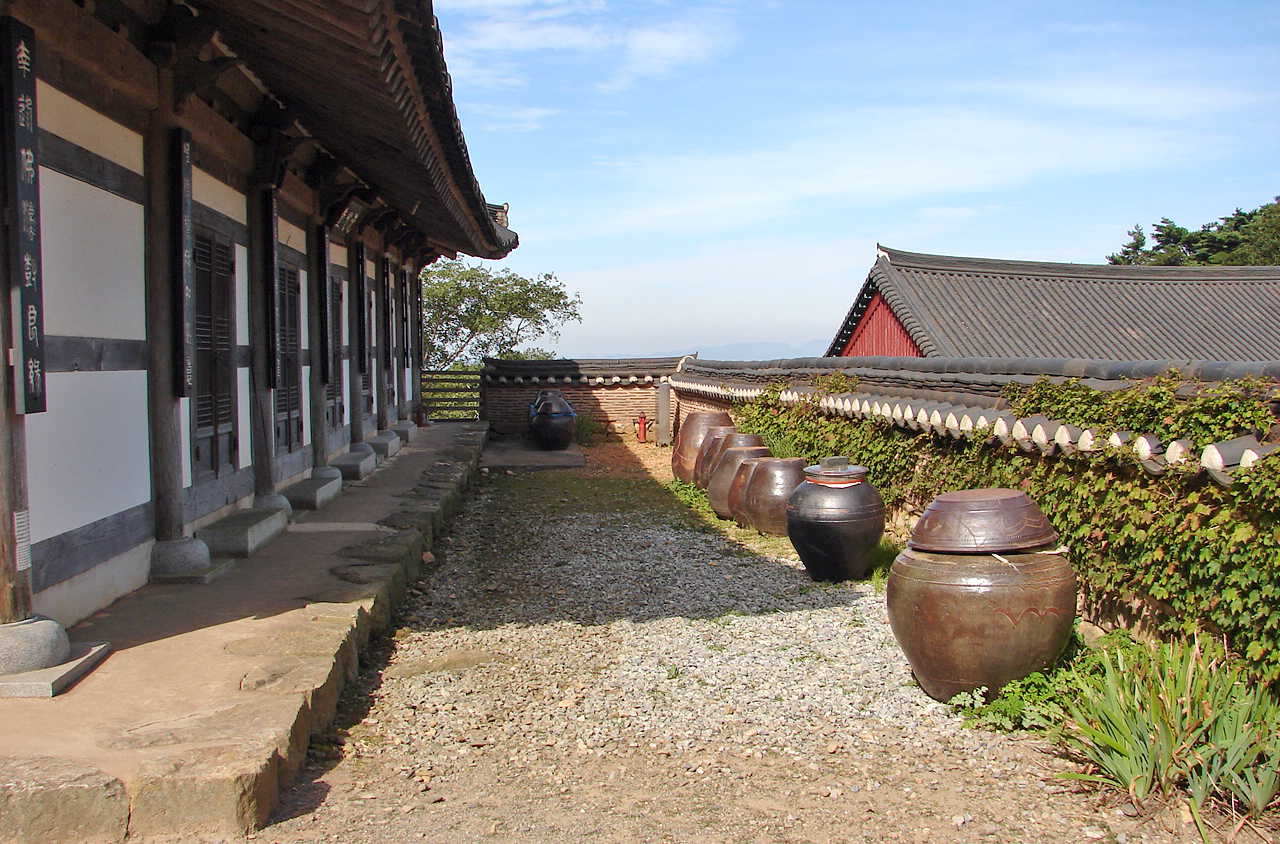
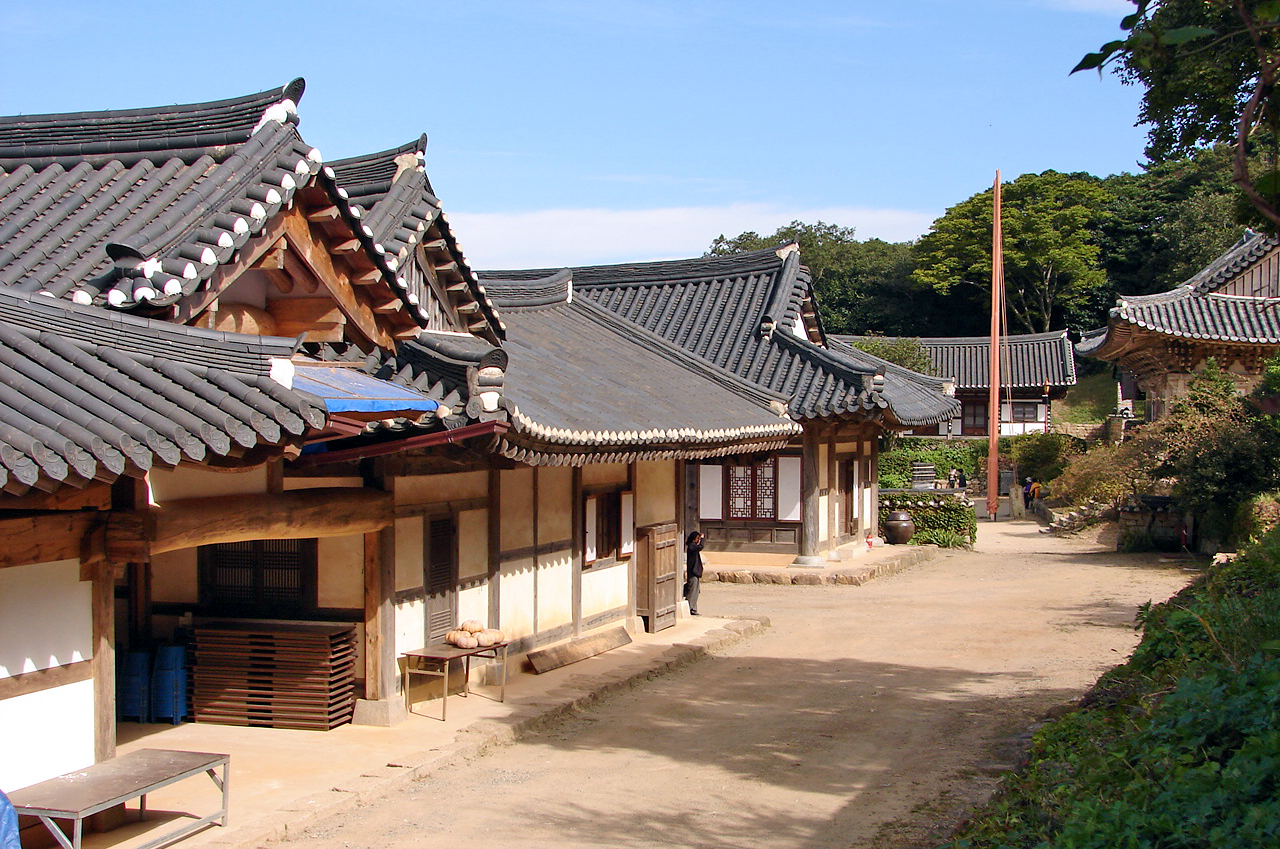
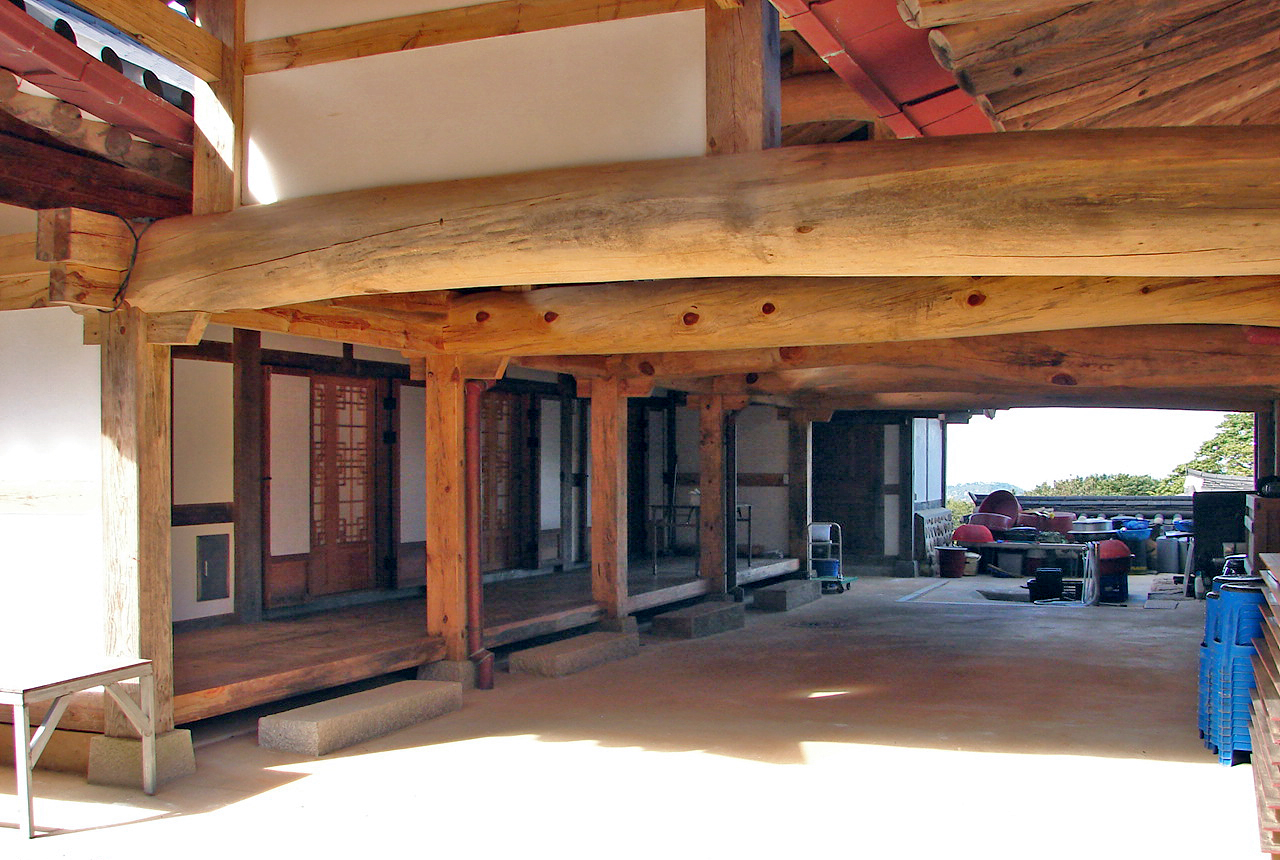
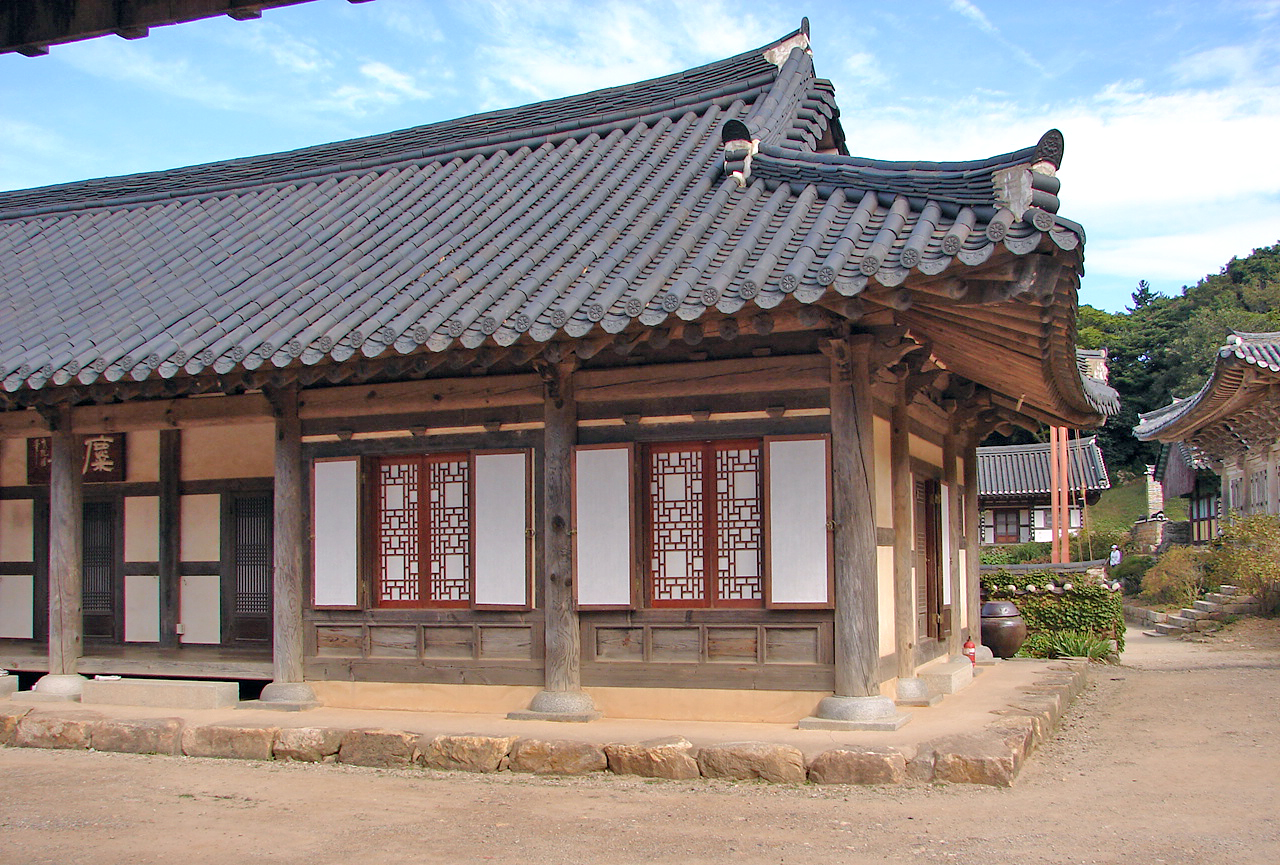
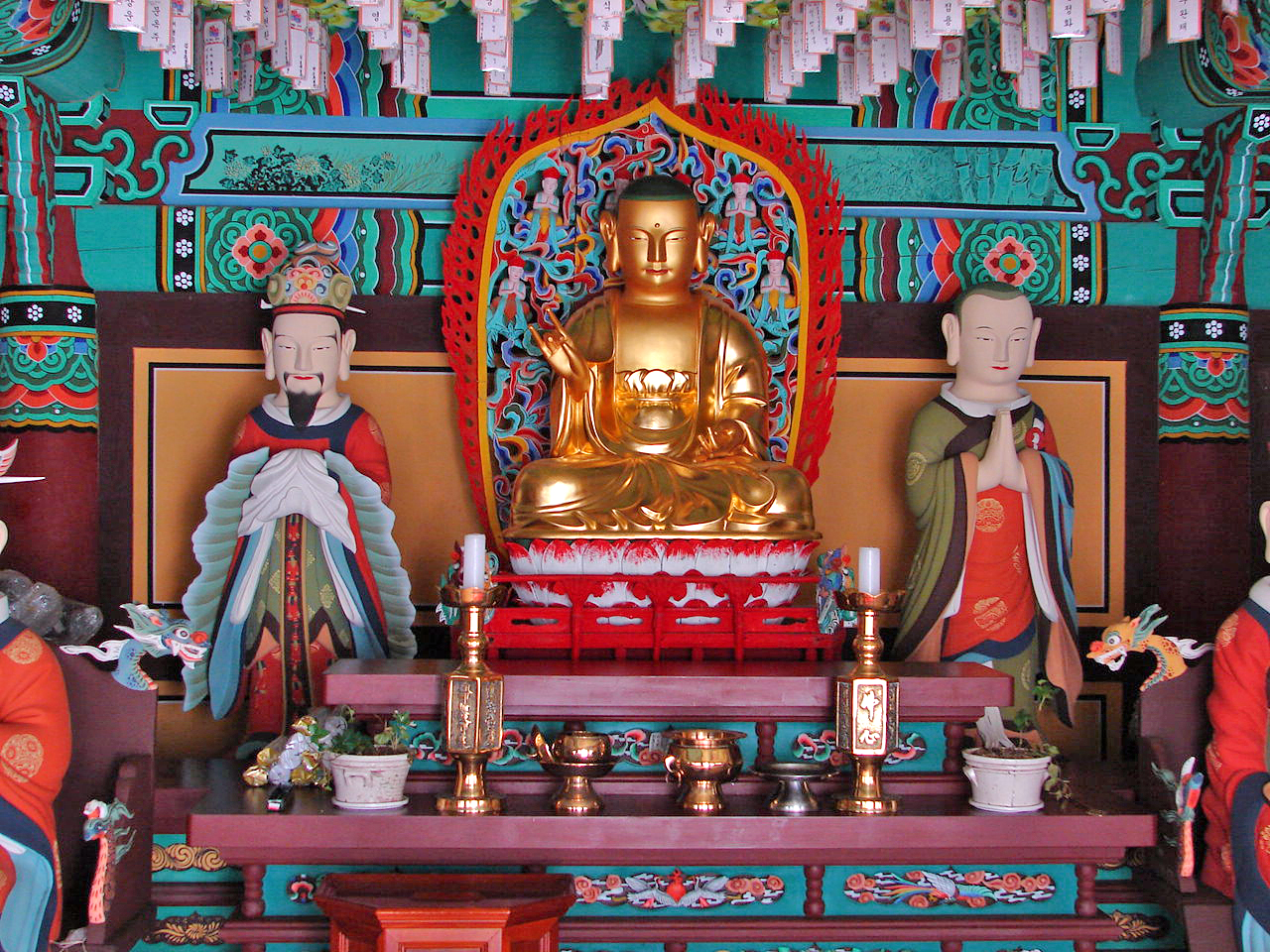
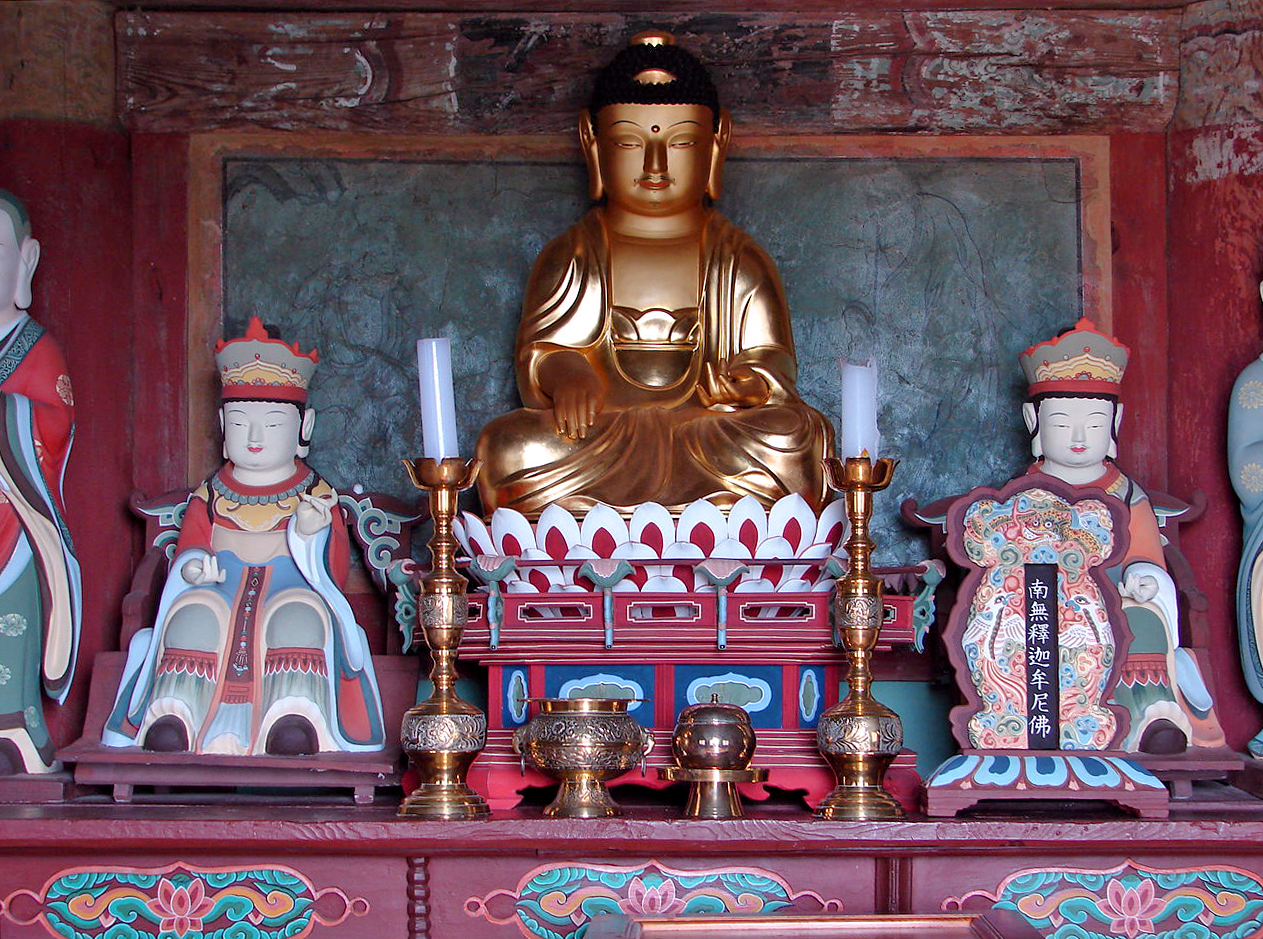
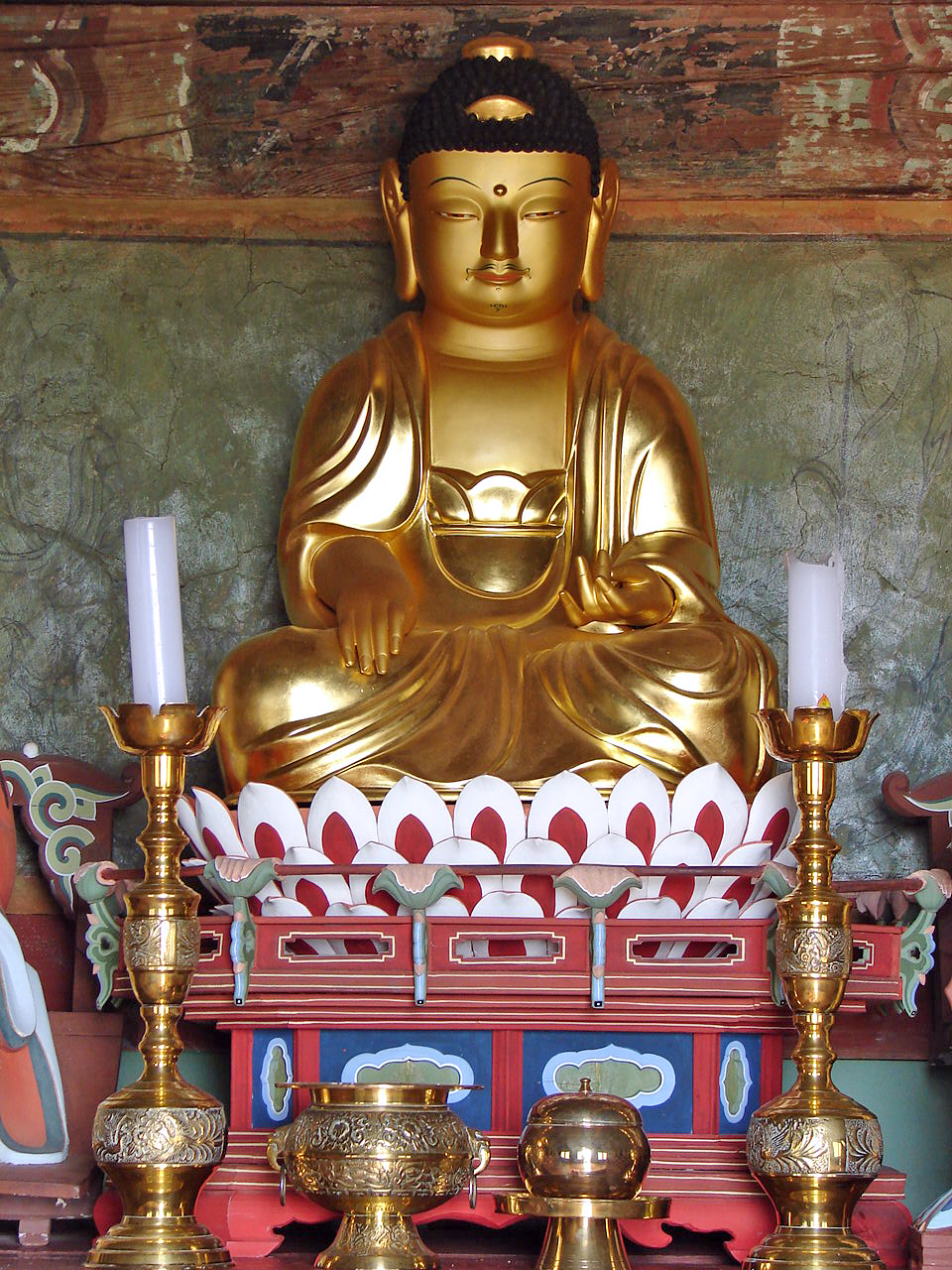
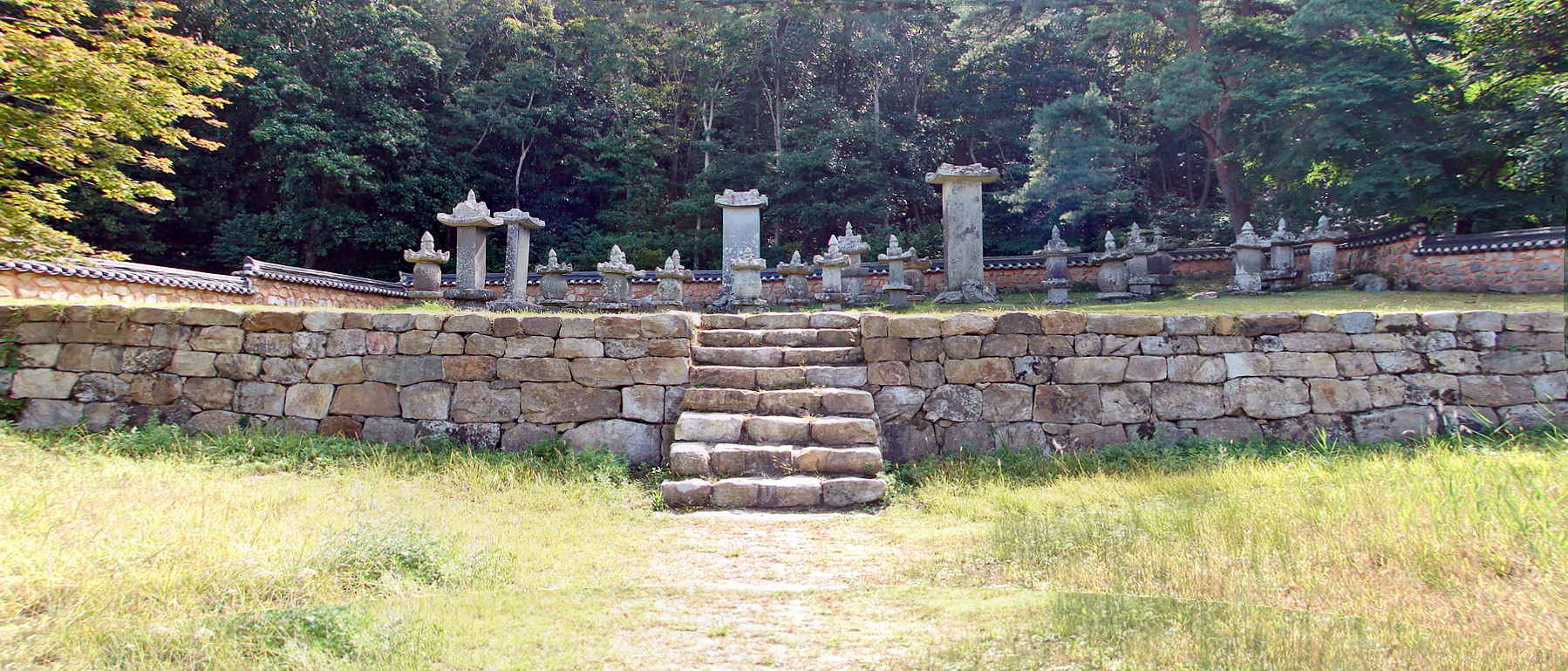
Stupy i stele
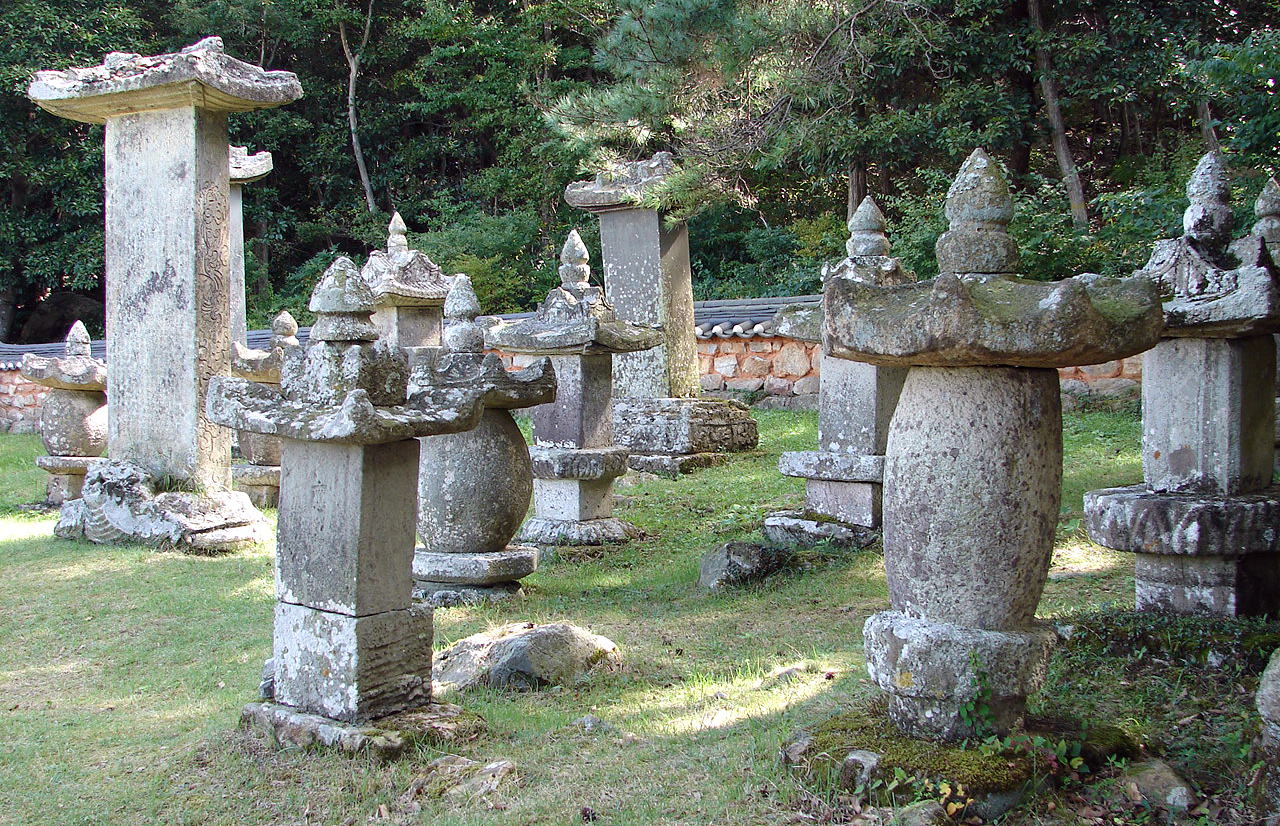
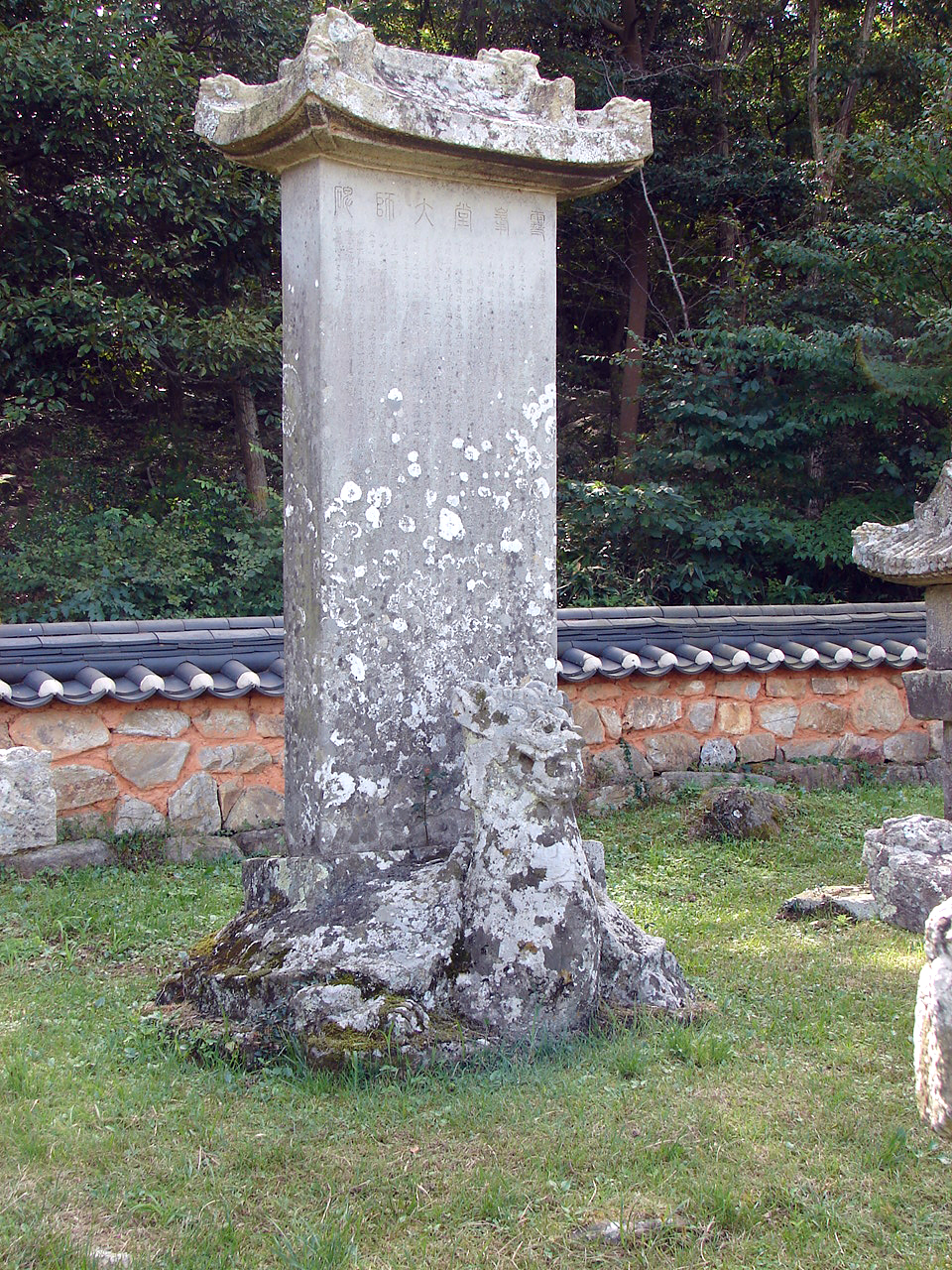
Stela
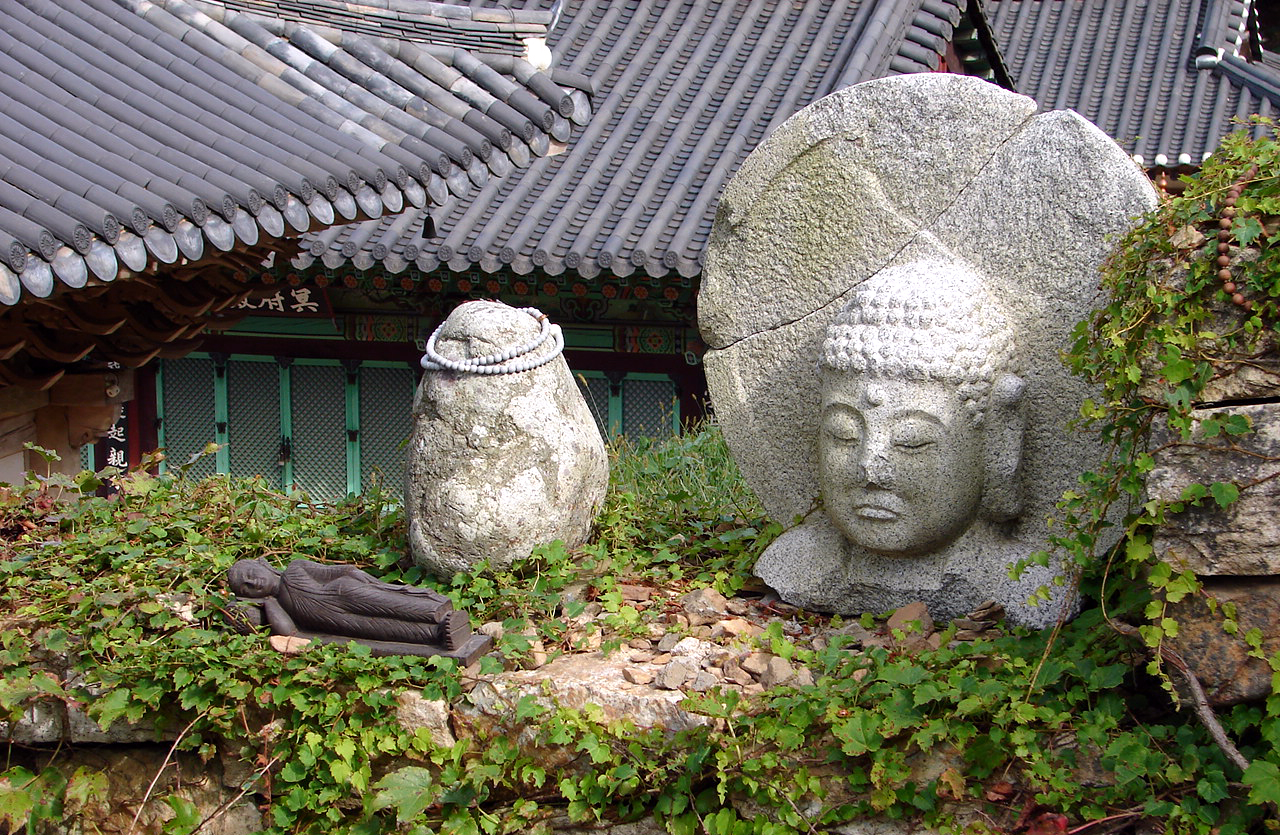
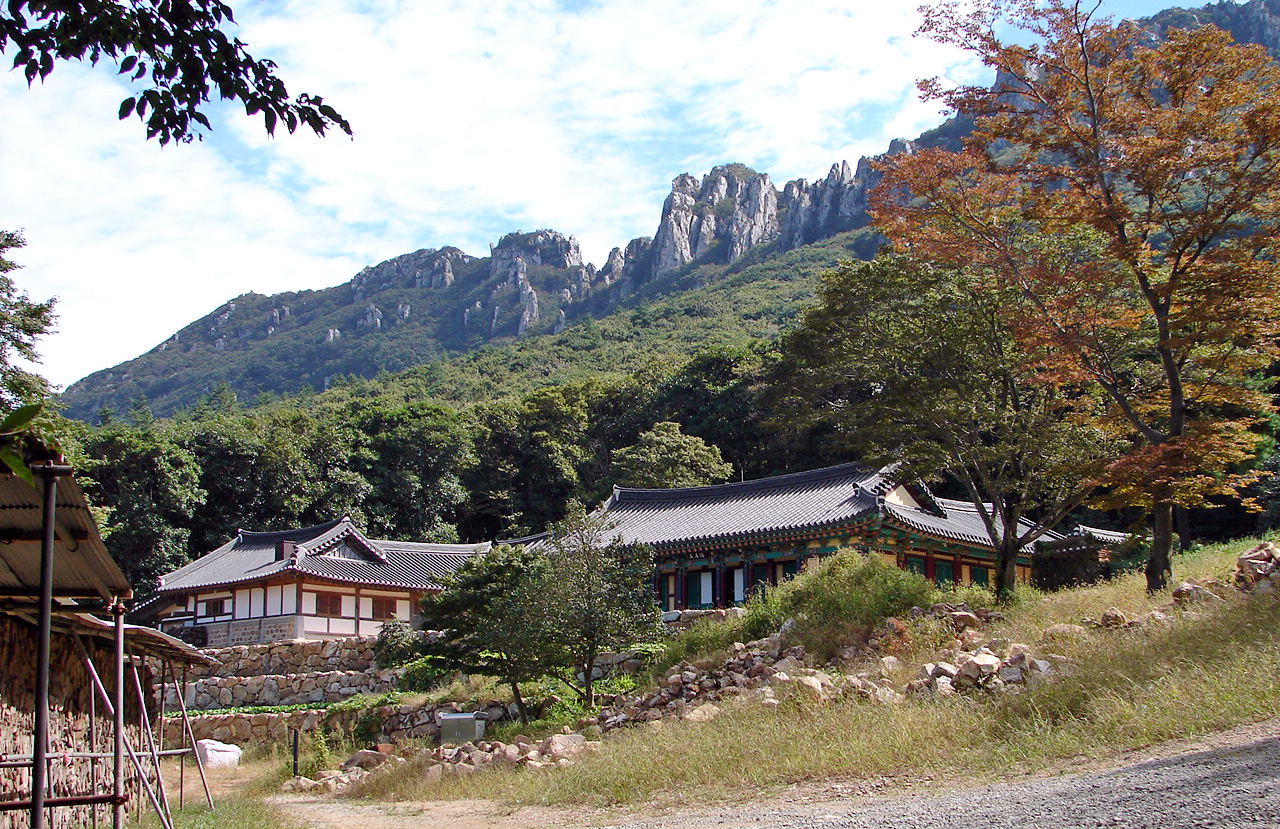
Pudojŏn am (pustelnia klasztoru)
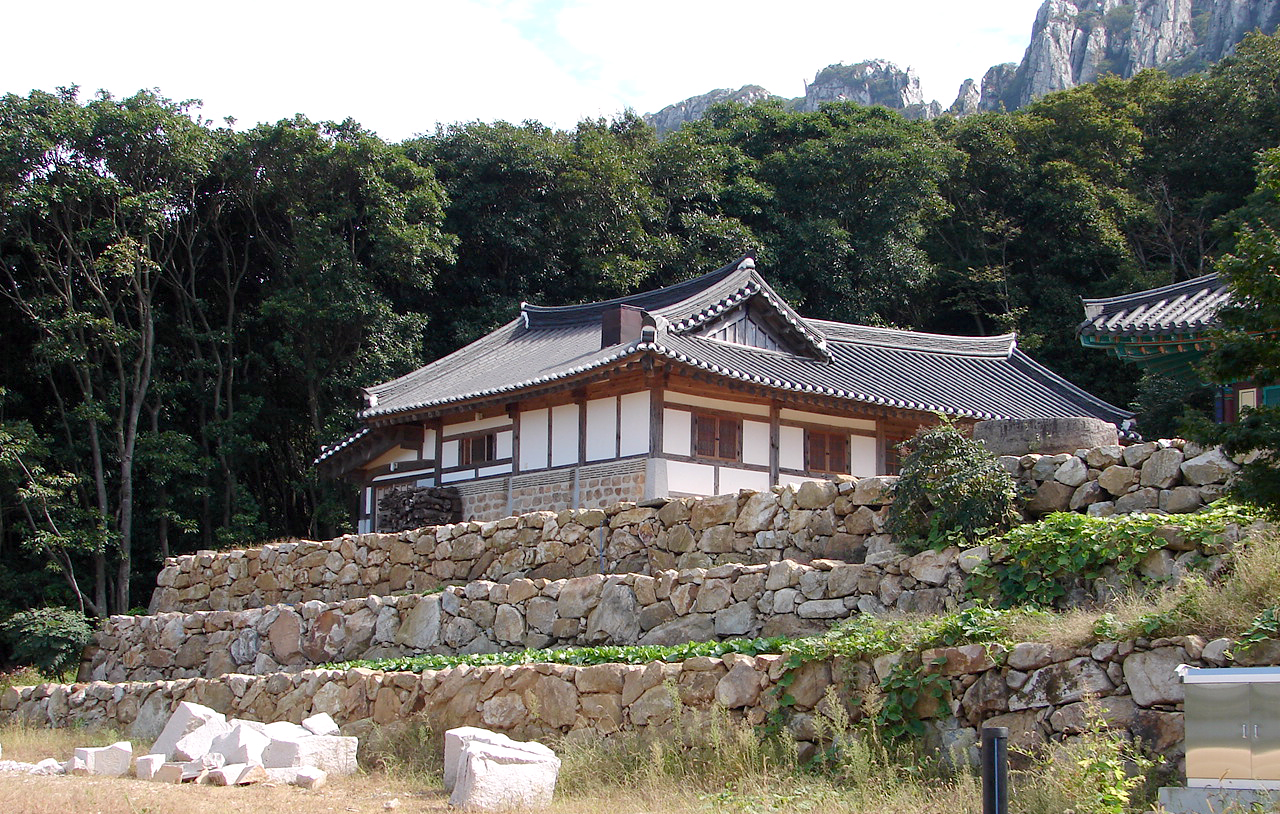
Pudojŏn am
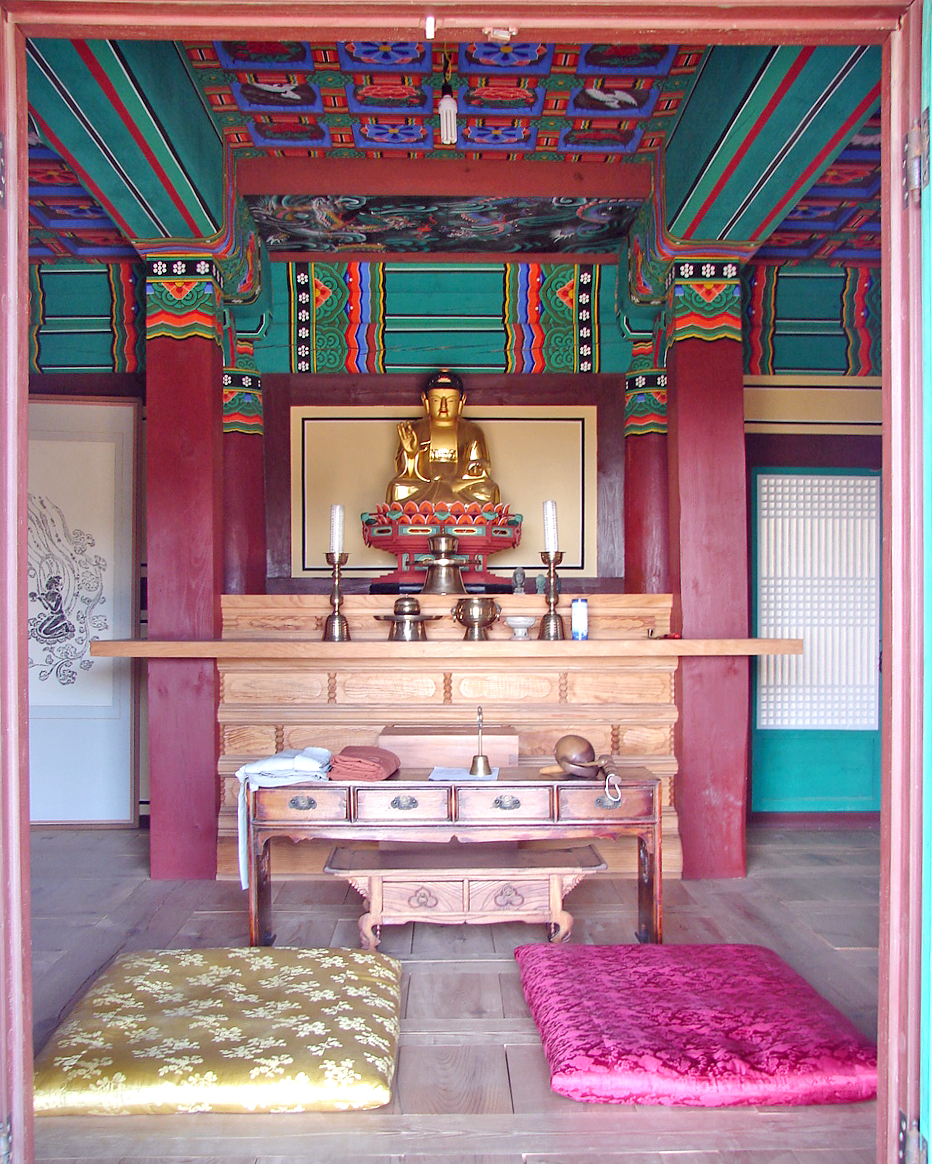
Wnętrze pustelni
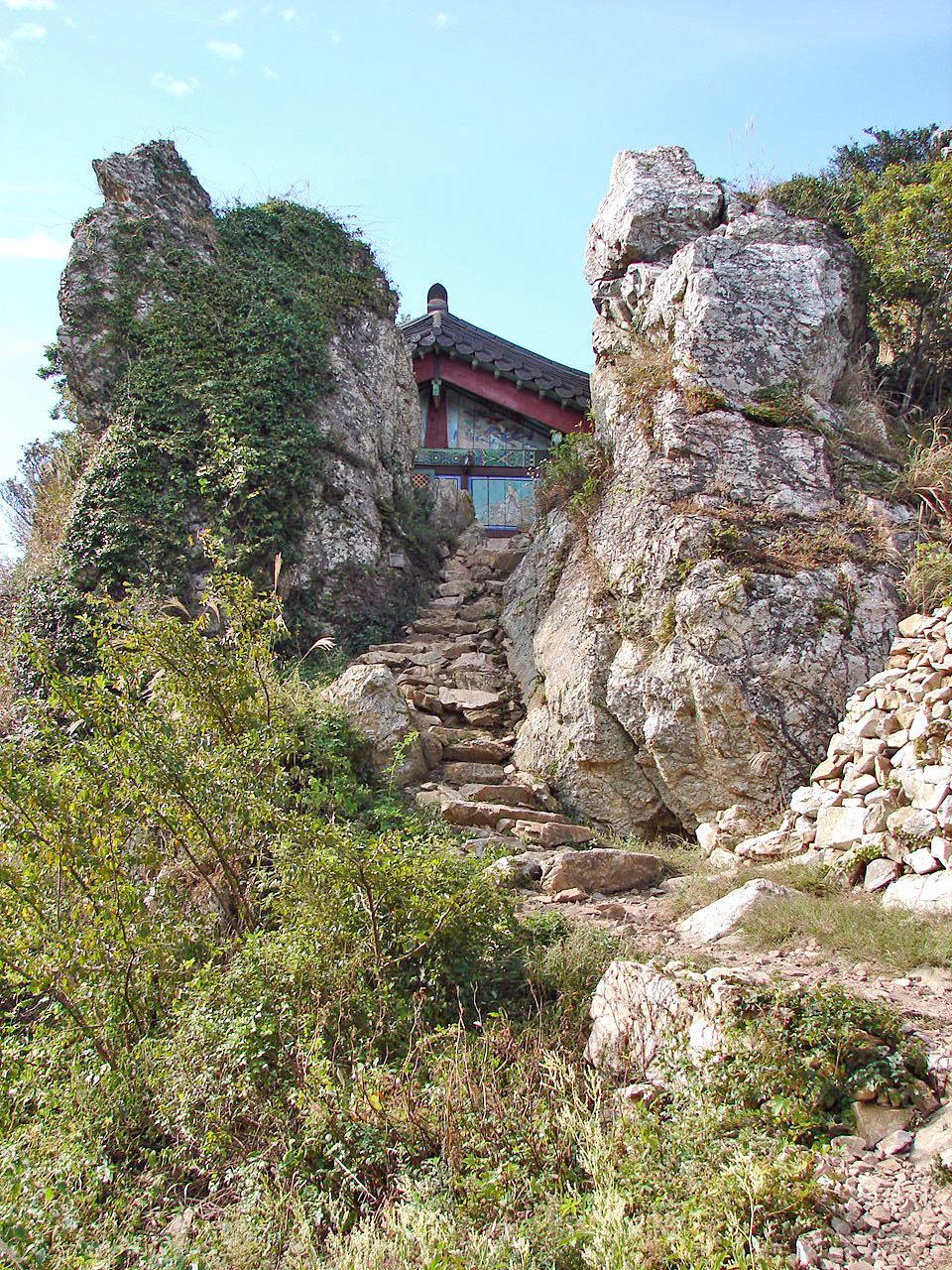
T'osol am (pustelnia)
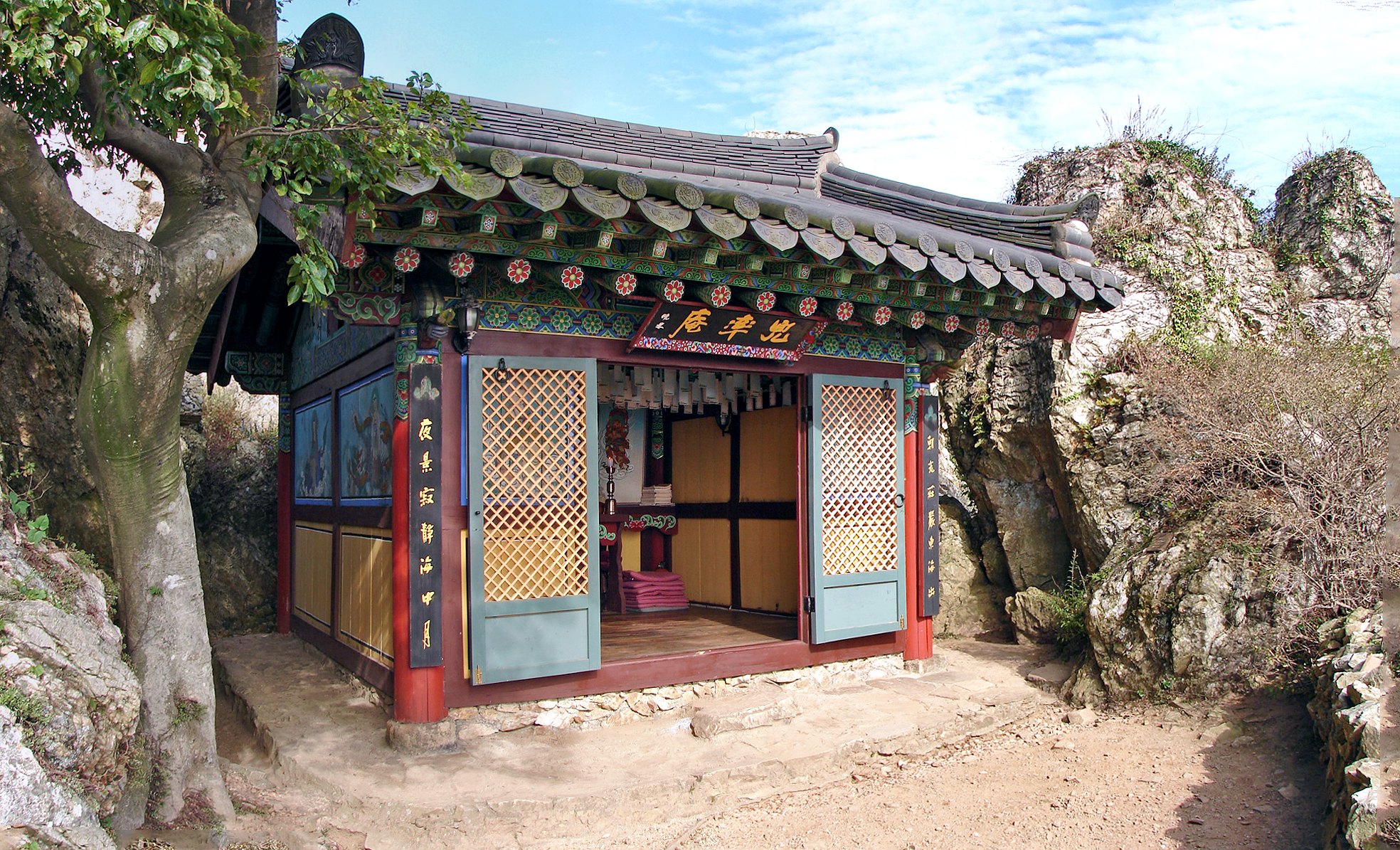
T'osol am
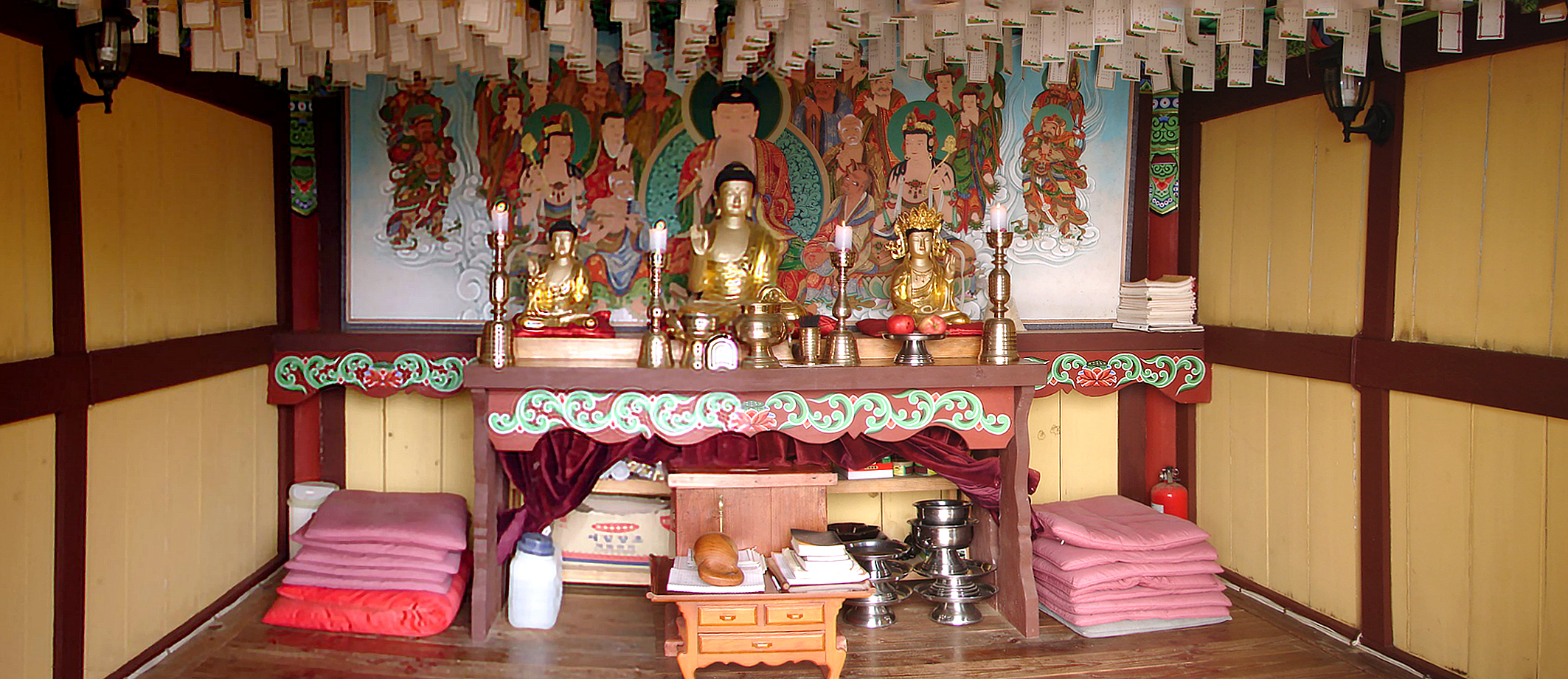
Wnętrze pustelni
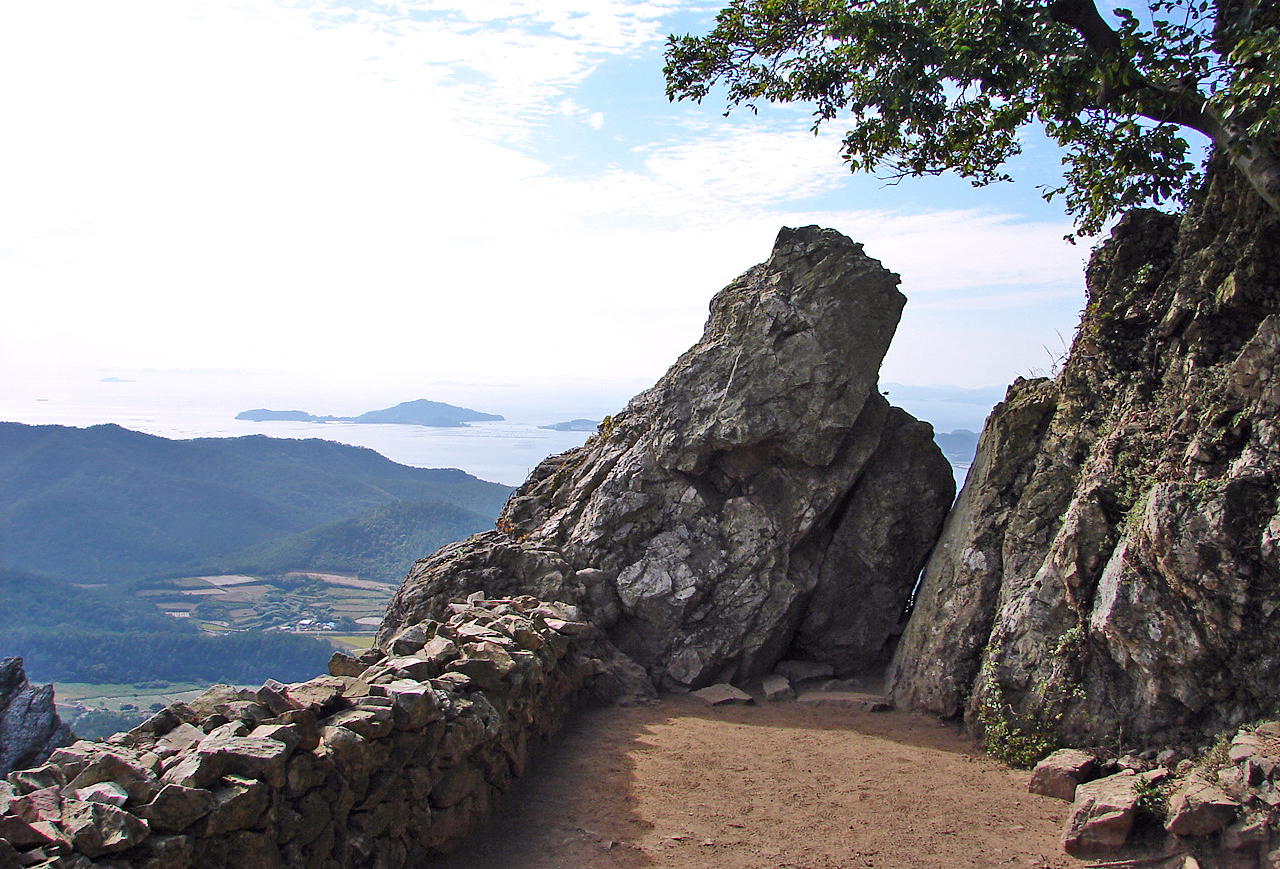
Widok z pustelni